# Universo Cinematográfico Marvel
O Marvel Cinematic Universe (MCU) (Em português: Universo Cinematográfico Marvel, UCM) é uma franquia de mídia americana e um universo compartilhado centrado em uma série de filmes de super-heróis, produzida independentemente pela Marvel Studios e baseada em personagens que aparecem nas revistas em quadrinhos estadunidenses publicadas pela Marvel Comics. A franquia tem se expandido para incluir histórias em quadrinhos, curtas-metragens, séries de televisão e séries digitais. O universo compartilhado, assim como o Universo Marvel nos quadrinhos, foi estabelecido por cruzar elementos comuns do enredo, cenários, elenco e personagens. O Demolidor, interpretado por Charlie Cox, e Phil Coulson, interpretado por Clark Gregg, são alguns dos personagens que apareceram em mídias diferentes do UCM (séries e filmes).
O primeiro filme lançado no Universo Cinematográfico Marvel foi Iron Man (2008), que começou a primeira fase de filmes culminando no filme crossover, The Avengers (2012). A Fase Dois começou com Iron Man 3 (2013), e concluiu com Ant-Man (2015). A Fase 3 da franquia começou com Captain America: Civil War (2016) e foi finalizada em Spider-Man: Far From Home (2019), que também encerrou o primeiro grande ciclo começado em 2008, chamado de A "Saga do Infinito". A Fase Quatro, que inicia a ‘‘Saga do Multiverso’’, também possui séries criadas para o Disney+, começando com WandaVision (2021) e terminando com Black Panther: Wakanda Forever (2022). A Fase Cinco se iniciou com Ant-Man and the Wasp: Quantumania (2023) e terminará com a minissérie Ironheart (2025). Já a Fase Seis irá se iniciar com The Fantastic Four: First Steps (2025) e irá se encerrar com o filme Avengers: Secret Wars (2027), encerrando a "Saga do Multiverso". A Marvel Television expandiu o universo ainda mais, primeiro para a rede de televisão com Agents of S.H.I.E.L.D. na ABC na temporada de televisão 2013-14, e com a série Agent Carter, também da ABC. Seguido por streaming com Daredevil na Netflix em 2015 e Runaways na Hulu em 2017, e depois para a televisão a cabo com Cloak & Dagger na Freeform em 2018. A Marvel Television também produziu a série digital Agents of S.H.I.E.L.D.: Slingshot, que é um complemento para Agents of S.H.I.E.L.D. Porém, com o lançamento das séries do Disney+, as séries da ABC e dos Streamings deixaram de fazer parte do universo compartilhado, com continuidades e universos próprios, enquanto as do Streaming da Disney farão parte efetivamente desse universo. Álbuns de trilha sonora foram lançados para todos os filmes, juntamente com muitas das séries de televisão, assim como o lançamento de álbuns de compilação contendo música existente ouvida nos filmes. O UCM também inclui quadrinhos tie-ins publicados pela Marvel Comics, enquanto a Marvel Studios também produziu uma série de curtas-metragens diretamente em vídeo e uma campanha de marketing viral para seus filmes e o universo com o programa fictício de notícias WHIH Newsfront.
A franquia tem sido comercialmente bem sucedida como um universo de multimídia compartilhado. Ela tem inspirado outros estúdios de cinema e televisão com direitos de adaptação de personagens de quadrinhos para tentar criar universos compartilhados semelhantes. O UCM também tem sido o foco de outras mídias, fora do seu universo compartilhado, incluindo atrações na Disneyland e na Discovery Times Square Exposition, dois especiais de televisão, guias para cada filme e para cada temporada de Agent Carter e Agents of S.H.I.E.L.D., um jogo eletrônico da Lego e um comercial da Coca-Cola.

## Desenvolvimento

### Filmes
Os cineastas não estão acostumados a conseguir atores de outros filmes que outros cineastas tenham lançado, certas linhas de enredo que estão conectadas ou certas localizações que estão conectadas, mas acho que todos que estavam na equipe pensaram que é divertido, principalmente porque sempre nos mantivemos consistentes dizendo qual filme que estamos fazendo vem primeiro.Todo o tecido conectivo, tudo isso é divertido e vai ser muito importante se você quiser que seja. Se os fãs querem olhar mais e encontrar conexões, então eles estão lá. Há algumas grandes, obviamente, que espero que o público mainstream será capaz de ver também. Mas ... a razão pela qual todos os cineastas estão na equipe é que seus filmes precisam funcionar por conta própria. Eles precisam ter uma visão fresca, um tom único, e o fato de que eles podem interconectar se quiserem como migalhas de pão é um bônus.

—Kevin Feige, Presidente de Produção da Marvel Studios, sobre a construção do universo compartilhado.
Em 2005, a Marvel Entertainment começou a planejar produzir seus próprios filmes independentemente e distribuí-los através da Paramount Pictures. Anteriormente, a Marvel coproduziu vários filmes de super-heróis com a Sony Pictures Entertainment, New Line Cinema entre outros, incluindo um acordo de desenvolvimento de sete anos com 20th Century Fox. A Marvel fez relativamente pouco lucro dos seus acordos de licenciamento com outros estúdios e queria obter mais dinheiro com seus filmes, mantendo o controle artístico dos projetos e distribuição. Avi Arad, diretor da divisão de filmes da Marvel, ficou satisfeito com os filmes do Homem-Aranha de Sam Raimi na Sony, mas ficou menos satisfeito com os outros. Como resultado, eles decidiram formar a Marvel Studios, o primeiro grande estúdio de filmes independentes de Hollywood desde a DreamWorks.
O segundo em comando de Arad, Kevin Feige, percebeu que, ao contrário do Homem-Aranha e dos X-Men, cujos direitos cinematográficos eram licenciados para a Sony e Fox, respectivamente, a Marvel ainda possuía os direitos dos membros-chave dos Vingadores. Feige, um autoproclamado "fanboy", imaginou a criação de um universo compartilhado como os criadores Stan Lee e Jack Kirby tinham feito com seus quadrinhos no início dos anos 60. Para arrecadar capital, o estúdio obteve financiamento de uma linha de crédito renovável de 525 milhões de dólares, com prazo de sete anos, com a Merrill Lynch. O plano da Marvel era liberar filmes individuais para seus personagens principais e depois fundi-los juntos em um filme de crossover. Arad, que duvidou da estratégia e ainda insistiu que era sua reputação que ajudou a garantir o financiamento inicial, renunciou no ano seguinte.

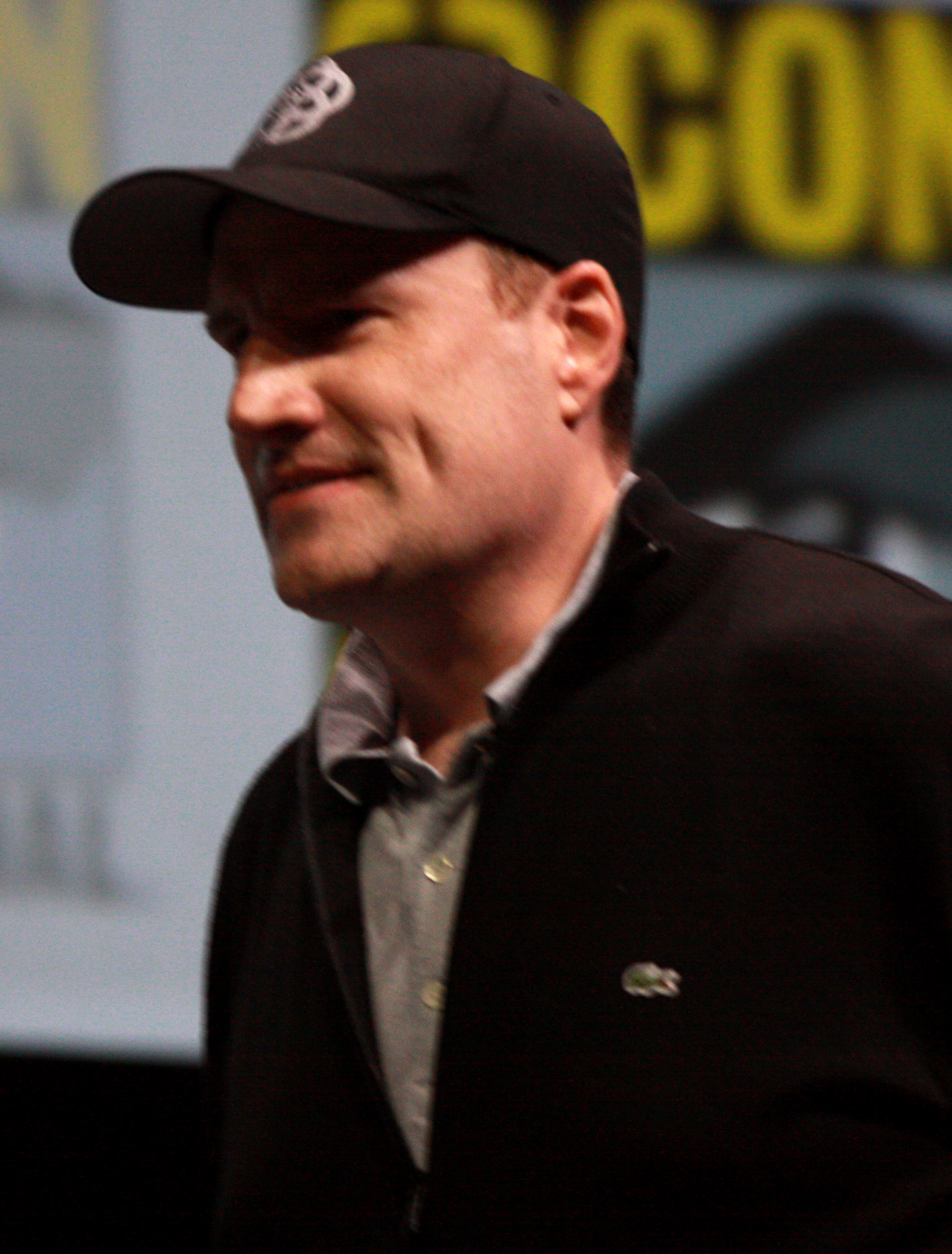
Kevin Feige ajudou a conceber o universo de mídia compartilhada das propriedades da Marvel

Em 2007, aos 33 anos, Feige foi nomeado chefe do estúdio. Para preservar sua integridade artística, a Marvel Studios formou um comitê criativo de seis pessoas com pessoas familiarizadas com sua tradição de quadrinhos que incluía Feige, o co-presidente da Marvel Studios, Louis D'Esposito, o presidente da Marvel Comics, Dan Buckley, o editor-chefe criativo Joe Quesada, o escritor Brian Michael Bendis e o presidente da Marvel Entertainment, Alan Fine, que supervisionou o comitê. Feige referiu-se inicialmente à continuidade narrativa compartilhada desses filmes como "Marvel Cinema Universe" (Universo Cinema da Marvel), mas mais tarde usou o termo "Marvel Cinematic Universe". Marvel designou o Marvel Cinematic Universe (Universo Cinematográfico Marvel) como Terra-199999 dentro da continuidade do multiverso da empresa, uma coleção de universos ficcionais alternativos.
Em novembro de 2013, Feige disse que "em um mundo ideal" ocorreria lançamentos a cada ano sobre um filme baseado em um personagem existente e outro sobre um novo personagem, dizendo que é "um ritmo agradável" nesse formato. Embora nem sempre foi caso, como é evidente pelos lançamentos de 2013 de Iron Man 3 e Thor: The Dark World, ele disse que é "certamente algo para visar." Feige expandiu isso em julho de 2014, dizendo: "Não sabemos se vamos poder manter [esse modelo] todos os anos, mas estamos fazendo isso em 2014 e 2015, então acho que seria divertido continuar esse tipo de coisa". Em fevereiro de 2014, Feige afirmou que a Marvel Studios queria imitar o "ritmo" que as histórias em quadrinhos desenvolveram, fazendo com que os personagens estrelassem em seus próprios filmes e, em seguida, se reúnem como "um grande evento ou série de crossover", com os filmes dos Avengers agindo como "grandes e gigantescos pinos". Após a revelação de várias datas de lançamento para filmes até 2019 em julho de 2014, Feige afirmou: "Eu acho que se você olhar para algumas dessas datas que anunciamos, vamos para três filmes em alguns desses anos. Outra vez, não há nenhuma questão crucial nos dizendo que o número devia ser aumentado para três, fazer mais de dois filmes em um ano, mas por causa da razão justa trazida para fora: É sobre controlar franquias [existentes], longas para filmar, e quando nós temos uma equipe pronta para isso, por que dizer-lhes para ir embora por quatro anos só porque não temos um slot? Prefiro encontrar uma maneira de continuar assim." Depois que os títulos foram revelados em outubro de 2014, Feige disse, "o estúdio está disparando em todos os cilindros agora ... o que nos deixou confortáveis no primeiro momento ... para aumentar para três filmes por ano [em 2017 e 2018] em vez de apenas dois, sem alterar os nossos métodos."
Ao expandir os personagens do universo, os deixando respirar em filmes individuais e trabalhar por conta própria, em oposição a ter o time dos Vingadores em todos os filmes, Feige afirmou, é sobre "ensinar ao público a noção de que os personagens existem separadamente, reunindo-se para eventos específicos, indo embora e existindo separadamente em seus próprios mundos novamente. Como os leitores de quadrinhos têm feito durante décadas e décadas ... As pessoas aceitam que há momentos em que eles devem estar juntos e outros não". Em abril de 2014, Feige revelou que a versão de Edgar Wright para Ant-Man em 2006 ajudou a moldar os primeiros filmes do UCM, dizendo: "Nós mudamos, francamente, alguns dos UCM para acomodar esta versão do Homem-Formiga. Saber o que queríamos fazer com Edgar e com Homem-Formiga, anos e anos atrás, ajudou a ditar o que fizemos com a lista de Vingadores pela primeira vez. Tanto em termos de sua ideia para a história do Homem-Formiga influenciando o nascimento do UCM nos primeiros filmes que levam até Vingadores."
Em outubro de 2014, a Marvel realizou um evento de imprensa para anunciar os títulos de seus filmes da Fase Três. O evento, que fez comparações com a Worldwide Developers Conference da Apple, foi feito porque toda a informação estava pronta. Como Feige explicou: "Nós queríamos fazer isso na [San Diego] Comic-Con deste ano. As coisas não foram definidas ... Então, o plano foi, desde algumas semanas antes da Comic-Con, quando percebemos que não estávamos indo ser capazes de fazer tudo o que queríamos fazer, decidimos "vamos fazer algo que não fizemos em muito tempo, ou algo que nunca fizemos". Que é um evento singular, apenas para anunciar o que temos quando estiver pronto. Eu pensei que poderia ser início de agosto, ou meados de setembro, acabou sendo [no final de outubro]."
Em setembro de 2015, depois que a Marvel Studios foi integrada no Walt Disney Studios com Feige passando a relatar ao presidente da Walt Disney Studios, Alan Horn, em vez do CEO da Marvel Entertainment, Isaac Perlmutter, foi divulgado que o comitê criativo dos estúdios teria voz "nominal" sobre os filmes, embora continuaria ser consultado nas produções da Marvel Television, que permaneceu sob o controle de Perlmutter. Todas as decisões-chave do filme serão feitas por Feige, D'Esposito e Victoria Alonso. No final do mês, falando sobre o quanto história é desenvolvida para os futuros filmes do universo, Feige disse que há "golpes largos", embora algumas vezes "coisas super específicas. Mas, na maior parte, em traços largos que são suficientemente amplos e soltos que, través do desenvolvimento de quatro dos cinco filmes antes de chegarmos ao culminar ... ainda temos espaço para balançar e para se mover e nos surpreender nos lugares em que acabamos. Para que todos os filmes, eu espero que quando tiverem finalizando, sintam que estão todos interconectados e destinados a ser planejados bem à frente, mas realmente podem viver e respirar o suficiente como filmes individuais para satisfazer cada um de si mesmos". O estúdio também tem vários planos de contingência para a direção de todos os seus filmes, no caso de eles serem incapazes de garantir um determinado ator para reprisar um papel, ou exigir direitos de um personagem, como foi feito em fevereiro de 2015 com Homem-Aranha.
Em abril de 2016, falando sobre mover o universo para a Fase Quatro e refletir sobre as três primeiras, Feige disse: "Eu acho que haverá um final para momentos da Fase Três, bem como novos começos que marcarão uma fase diferente, muito diferente, um capítulo distinto no que será um dia, uma primeira saga completa composta de três fases." Joe Russo acrescentou: "Você constrói coisas e as pessoas desfrutam das experiências que você construiu. Mas então você meio que alcança um ápice ou você alcança um clímax, um momento em que você vai, esta estrutura vai realmente começar a ser repetitiva se fizermos isso novamente, então o que vamos fazer agora?', nós estamos em fase de desconstrução com Captain America: Civil War e levando a Avengers: Infinity War, que são filmes culminantes". Feige afirmou: "Este ano [2016], temos Civil War e Doctor Strange em novembro, dois filmes completamente diferentes. Para mim e para todos da Marvel Studios, é o que o mantém funcionando, enquanto estivermos surpreendendo as pessoas, enquanto não estivermos caindo em coisas que se tornam muito parecidas... no próximo ano, Guardians of the Galaxy Vol. 2, Spider-Man: Homecoming, Thor: Ragnarok. Todos os três filmes são totalmente diferentes... enquanto a única coisa compartilhada é que eles vêm do mesmo material de origem e eles têm o logotipo da Marvel na frente dos filmes". Um ano depois, Feige sentiu que após a conclusão da Fase Três, a Marvel pode abandonar o agrupamento dos filmes por fases, dizendo: "pode ser uma coisa nova".

#### Distribuição
Com o tempo, os direitos de distribuição dos filmes da Marvel Studios mudaram de mãos em várias ocasiões. Em novembro de 2006, a Universal Pictures anunciou que iria distribuir The Incredible Hulk, em um arranjo separado do acordo de 2005 da Marvel com a Paramount, que estava distribuindo outros filmes da Marvel. Em setembro de 2008, após o sucesso internacional de Iron Man, a Paramount assinou um acordo para ter direitos de distribuição mundial de Iron Man 2, Thor, Captain America: The First Avenger, The Avengers e Iron Man 3.
No final de dezembro de 2009, The Walt Disney Company comprou a Marvel Entertainment por US $4 bilhões. Em outubro de 2010, a Walt Disney Studios comprou os direitos de distribuição de The Avengers e Iron Man 3 da Paramount Pictures, com o logotipo da Paramount permanecendo nos filmes, assim como para material promocional e mercadoria, embora a Walt Disney Studios Motion Pictures é o único estúdio creditado no final destes filmes. A Disney tem distribuído todos os filmes seguintes da Marvel Studios. Em julho de 2013, a Disney adquiriu os direitos de distribuição de Homem de Ferro, Iron Man 2, Thor e Captain America: The First Avenger da Paramount. A Disney não adquiriu os direitos de The Incredible Hulk devido a um acordo entre a Marvel e a Universal, onde a Marvel possui os direitos de produção e a Universal possui os direitos de distribuição, para este filme, assim como o direito de preferência para distribuir possíveis futuros filmes do Hulk. De acordo com The Hollywood Reporter, uma razão pela qual a Disney não comprou os direitos de distribuição de filmes para o Hulk como fizeram com a Paramount para os filmes do Homem de Ferro, Thor e Capitão América é porque a Universal detém os direitos de parque temático de vários personagens da Marvel que a Disney quer para seus próprios parques temáticos.
Em fevereiro de 2015, a Sony Pictures Entertainment e a Marvel Studios anunciaram um acordo de licenciamento que permitiria ao Homem-Aranha aparecer no Universo Cinematográfico Marvel, com o personagem aparecendo pela primeira vez em Captain America: Civil War. A Marvel Studios também explorou oportunidades para integrar outros personagens do Universo Cinematográfico Marvel em futuros filmes financiados do Homem Aranha, distribuídos e controlados pela Sony Pictures com Robert Downey, Jr. o primeiro confirmado para reprisar seu papel como Tony Stark / Homem de Ferro em Spider-Man: Homecoming. Em junho de 2015, Feige esclareceu que o acordo inicial da Sony não se aplica as séries de televisão do UCM, pois foi "muito específico ... com uma certa quantidade de ida e volta permitida".

### Televisão

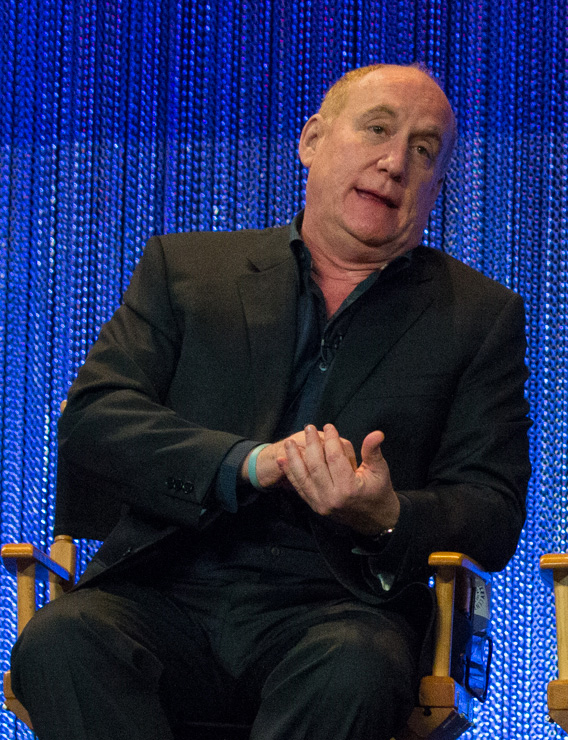
Ex-chefe da Marvel Television, Jeph Loeb, serviu como produtor executivo de todas as séries da ABC, Netflix, Hulu, e Freeform.

#### Transmissão
Em junho de 2010, a Marvel Television foi formada com Jeph Loeb como chefe. Em julho de 2012, a divisão havia entrado em discussões com a ABC para criar uma série situada no UCM, e em agosto, a ABC encomendou um piloto para uma série chamada S.H.I.E.L.D., criada pelo roteirista/diretor de The Avengers, Joss Whedon; foi depois renomeada Agents of S.H.I.E.L.D.. Em janeiro de 2014, a série Agent Carter foi anunciada, se juntando com Agents of S.H.I.E.L.D. na ABC. enquanto uma ordem de piloto para uma sitcom, Controle de Danos, foi revelada em outubro de 2015. Ao falar sobre a Marvel potencialmente fazendo séries de comédia, Loeb disse em janeiro de 2016 que a Marvel sempre sente que o humor deve ser parte de qualquer coisa que eles produzam, apesar de possivelmente se adequar a um gênero mais sombrio, como Demolidor e Jessica Jones, enquanto também ficam "aterrados e real". Ele acrescentou, "Há momentos de leviandade que estão na vida que você precisa trazer para a mesa, ou então, torna-se extremamente opressivo ... Se você estiver indo para [explorar elementos dos quadrinhos], é sempre uma boa ideia ter certeza de que o público está ciente de que, sim, é engraçado [também]".
Em maio de 2016, depois que a ABC cancelou Agent Carter e desaprovou Most Wanted, o presidente da ABC Entertainment, Channing Dungey, disse que a Marvel e a ABC estavam trabalhando juntas, buscando "séries que seriam benéficas para ambas as marcas" avançar. Em novembro de 2016, a Marvel e a IMAX Corporation anunciaram Inhumans, baseada na espécie homônima, depois de um planejado filme baseado nos personagens ter sido removido do calendário da Fase Três da Marvel Studios. Os dois primeiros episódios da série foram programados para estrear nos cinemas IMAX em setembro de 2017 por duas semanas, antes de serem transmitidos pela ABC com o restante da série. Ben Sherwood, presidente da Disney-ABC Television Group, disse: "Trabalhamos muito cuidadosamente com nossos amigos na Marvel Studios—e este é um ponto crítico—para se certificar de que, no calendário e em termos de conteúdo, estamos apenas aumentando" o UCM; o lançamento nos cinemas da série foi programado para não interferir com o lançamento de filmes da Marvel Studios—a exibição no cinema da série aconteceu entre os lançamentos de Spider-Man: Homecoming e Thor: Ragnarok. O acordo foi inicialmente sugerido para a Marvel pela IMAX depois de ter realizado um evento IMAX bem sucedido com Game of Thrones em 2015.

#### Streaming online

##### Netflix
Em outubro de 2013, a Marvel estava preparando quatro séries de drama e uma minissérie, totalizando 60 episódios, para apresentar aos serviços de vídeo sob demanda e provedores de cabo, com Netflix, Amazon e WGN America expressando interesse. Em novembro de 2013, foi anunciado que a Disney forneceria a Netflix com séries em live-action baseadas em Demolidor, Jessica Jones, Punho de Ferro e Luke Cage, levando a uma minissérie baseada nos Defensores. Este formato foi escolhido devido ao sucesso de The Avengers, para o qual os personagens de Homem de Ferro, Hulk, Thor e Capitão América foram todos introduzidos separadamente antes de serem unidos no filme. O CEO da Disney, Bob Iger, declarou que a Netflix foi escolhida para exibir as séries, "quando a Disney percebeu que poderia usar o serviço de streaming como forma de aumentar a popularidade dos personagens". Ele acrescentou que, se os personagens se tornassem populares, eles poderiam ganhar filmes. Loeb afirmou mais tarde que a Marvel não estava "interessada em fazer quatro pilotos e, em seguida, esperar que algum dia todos pudessem se juntar. Netflix realmente entendeu o que queríamos fazer. Eles são muito abertos aos diretores que talvez não tenham a mesma oportunidade em transmissão de televisão. A noção de ter todos os 13 episódios de uma vez, particularmente na narrativa serializada, é muito atraente ". Loeb também acrescentou que os quatro personagens escolhidos "todos tinham um relacionamento existente anterior e todos cresciam no mesmo tipo de tendência em Nova York [nos quadrinhos]. Então, se emprestaram a um mundo. Isso significa que essas séries serão a mesma coisa? Não. Elas não podem ser. Os personagens têm questões diferentes, problemas diferentes, sentimentos diferentes sobre eles ... O exemplo que eu dou continuamente é que não consigo pensar em dois filmes que são mais diferentes do que Captain America: The Winter Soldier e Guardian of the Galaxy. E ainda, se você assistir eles consecutivamente, eles se sentem muito Marvel. Eles se sentem muito como, 'Oh, ainda é o mesmo universo em que eu estou.'"
Quesada confirmou em abril de 2014 que as séries da Netflix seriam situadas dentro do UCM. Loeb explicou que "Dentro do universo Marvel existem milhares de heróis de todas as formas e tamanhos, mas os Vingadores estão aqui para salvar o universo e o Demolidor está aqui para salvar o bairro ... Isso ocorre no Universo Cinematográfico Marvel. Está tudo conectado. Mas isso não significa necessariamente que nós olhamos para o céu e vejamos o Homem de Ferro. É apenas uma parte diferente de Nova York que ainda não vimos nos filmes da Marvel". Em janeiro de 2015, o COO da Netflix, Ted Sarandos, disse que a Netflix planeja lançar uma série da Marvel aproximadamente um ano separada uma da outra após o lançamento de Daredevil em abril de 2015. Um ano depois, Sarandos observou que as programações de lançamento de séries da Marvel da Netflix dependem dos "longos tempos de produção e longos tempos de postagem. Em alguns casos, quando temos crossover de personagens, torna mais difícil gerenciar a produção. Não é o objetivo de colocar mais de uma ou duas [cada] ano ... O complexo é realmente The Defenders. O cronograma de produção de The Defenders determinará uma grande parte da produção da temporada 2 e 3 dessas séries." Ele também observou sobre possíveis spin-offs que outros "personagens do universo também poderiam girar" em suas próprias séries em algum ponto, com a Netflix ordenando The Punisher, um spin-off de Daredevil, em abril. Sarandos mais tarde afirmou que a Netflix estava tentando fechar a lacuna entre os lançamentos das temporadas da Marvel, mas sempre priorizando a qualidade da série em relação ao maior número de lançamentos por ano. Ele também disse que a Netflix estava aberta para explorar o UCM além da série dos Defensores, incluindo possíveis crossovers com as séries da Marvel da ABC. Em agosto de 2016, foi anunciado que a Marvel e a Netflix completarão a produção em 135 episódios no final de 2017, tornando o negócio o maior compromisso de produção de televisão em Nova York. A produção das diferentes séries envolveu 500 vendedores locais e pequenas empresas para vários estágios de desenvolvimento e exigiu mais de 14 mil contratações relacionadas à produção.

##### Hulu
Em agosto de 2016, a Marvel anunciou que Runaways havia recebido uma ordem piloto do Hulu eventualmente recebendo uma ordem de 10 episódios no mês seguinte. Em julho, Loeb confirmou que a série aconteceria no UCM dizendo: "Todos vivem no mesmo mundo. Como é conectado, onde é conectado ou o que será conectado ainda teremos que ver." Ele acrescentou que os personagens não se preocupariam com as ações de outras pessoas no universo, em vez disso se concentrando em seus próprios problemas.

#### Cabo
Em abril de 2016, a rede de televisão a cabo de propriedade da ABC, Freeform, anunciou Cloak & Dagger, baseada nos personagens homônimos, com uma ordem direta para a série para 2018. A rede confirmou que a série seria "a primeira aventura deles no Universo Cinematográfico Marvel", e descreveu a série como uma "história de amor de super-heróis", uma premissa de que a Variety chamou de "um ajuste perfeito para a Freeform", dado o público-alvo da rede. Este conteúdo mais jovem foi continuado com a série de comédia New Warriors encomendada em abril de 2017, com a executivo da Freeform, Karey Burke, dizendo, Marvel "começou a ver nossa força com os jovens adultos e juntos pudemos criar uma linha para o conteúdo que é específico para a nossa audiência. Era importante para nós dois encontrarmos os personagens certos que pareciam falar diretamente com o público da Freeform. Os Vingadores não iriam trabalhar aqui, mas os heróis que estariam prestes a ser Vingadores trabalham aqui." Loeb observou que foi "emocionante" para a Marvel "poder explorar o mundo do herói e como isso afeta alguém que está tentando descobrir quem ele é, ao contrário de quem já sabe quem ele é e agora toda a sua vida tem que virar à esquerda. Essa é a jornada que estamos passando com esses tipos de personagens" em Cloak & Dagger, New Warriors e Runaways do Hulu.

#### Disney+
A Disney já havia aludido que teriam séries da Marvel em seu vindouro serviço próprio de streaming, Disney+, e durante a Comic-Con de 2019, Feige confirmou cinco produções que estavam sendo desenvolvidas. Quatro usariam personagens já estabelecidos, contando com os atores do cinema: The Falcon and the Winter Soldier em 2020, WandaVision e Loki em 2021, e Hawkeye em 2021. As séries também teriam conexões com os filmes, com WandaVisão estabelecendo elementos que seriam parte de Doctor Strange in the Multiverse of Madness, e serviriam para trazer novos personagens, com a série do Gavião Arqueiro introduzindo a segunda personagem a usar o codinome, Kate Bishop. A quinta série, What If...?, de 2021, é uma animação baseada na série O que Aconteceria Se..., imaginando certos eventos históricos do Universo Marvel com fins diferentes, como Peggy Carter se tornando o Capitão América. Na convenção D23 no mês seguinte, Feige revelou mais séries da Disney+ sem data baseadas em Ms. Marvel, Mulher-Hulk e Cavaleiro da Lua.

#### Crossoverscom os filmes
Depois de [direcionar algo por Jeph] Loeb, vamos passar por Nova York, Joe Quesada, Dan Buckley e esses caras. [Então nós] apresentamos nossas coisas para Kevin Feige e seu grupo dos filmes para ver se há algo em que podemos amarrar, para ver se eles estão bem sobre nós usando um personagem, uma arma ou alguma outra coisa legal. Tudo está interligado.

—Produtor executivo de Agents of S.H.I.E.L.D., Jeffrey Bell, em setembro de 2014, explicando o processo de trabalhar com o UCM
O produtor executivo de Agents of S.H.I.E.L.D., Jeffrey Bell, revelou no painel do programa PaleyFest 2014 que os produtores e roteiristas podem ler os roteiros dos próximos filmes do UCM para saber onde o universo está indo. Ele observou que, uma vez que os filmes devem ser "grandes" e se moverem "rapidamente através de muitas peças enormes", é benéfico para os filmes que a série de televisão preencha algumas "lacunas" para eles. O seu companheiro produtor executivo, Jed Whedon, explicou que cada projeto da Marvel se destina a ser autônomo primeiro antes de qualquer entrelaçamento, e observou que a série tem que trabalhar com a divisão de filmes e estar ciente de seus planos para não interferir ao apresentar alguém ou algo para o universo. Bell elaborou que isso era preferível para que pessoas que não assistem os filmes ainda possam acompanhar a série, e vice-versa. Joss Whedon observou que esse processo "infelizmente apenas significa que a série de TV obtém, você sabe, sobras". Ele afirmou que, por exemplo, a equipe criativa da série inicialmente queria usar o cetro de Loki de The Avengers, mas não era possível devido aos planos de Whedon para Avengers: Age of Ultron.
Em abril de 2014, Quesada afirmou que, além de se conectarem a si mesmos, as séries da Netflix se conectariam com os filmes e outras séries de televisão. Em março de 2015, Loeb falou sobre a capacidade das séries da Netflix se cruzarem com os filmes e as séries da ABC, dizendo, "Como é agora, da mesma forma que nossos filmes começaram como autônomos e, então, quando chegamos em The Avengers, se tornou mais prático para o Capitão América fazer um pequeno crossover em The Dark World e para Bruce Banner aparecer no final de Iron Man 3. Temos que ganhar isso. O público precisa entender quem são esses personagens e o que o mundo é antes de você começar a co-misturar". Em setembro de 2015, Feige elaborou sobre os filmes referenciando as séries de televisão, dizendo, "Eu acho que isso é inevitável em algum momento, já que planejamos as histórias dos filmes avançando ao mesmo tempo em que os episódios são feitos. As agendas nem sempre correspondem perfeitamente para tornar isso possível. É mais fácil para [as séries]. Eles são bem mais rápidos em criar material do que nós, o qual é uma das principais razões pelas quais você vê as repercussões de The Winter Soldier ou [Avengers: Age of Ultron] nos episódios ... quando começamos a fazer um filme, eles estarão no meio da temporada. Quando o nosso filme sair, eles estarão [começando a próxima temporada]. Então, encontrar o tempo nisso nem sempre é fácil.
Loeb falou mais sobre o assunto em julho de 2016, reiterando a questão do agendamento dizendo "se eu estiver filmando uma série de televisão e isso acontecerá ao longo de um período de seis meses ou oito meses, como eu vou conseguir [um ator da série de televisão] para poder estar em um filme?" Ele observou que isso não seria um problema se os personagens estivessem fazendo aparições muito menores, mas explicou que a Marvel não estava interessada em cameos e easter-eggs apenas por causa do fan service, o que poderia prejudicar a história contada; "Como vocês sempre me ouvem dizendo #ItsAllConnected (#TudoEstáConectado), o nosso sentimento é que a conexão não é apenas se alguém aparece em um filme ou numa série de televisão. Tudo está conectado no sentido de que as séries estão no mesmo universo dos filmes."
Em maio de 2017, Feige comentou que um personagem que aparece em uma série de televisão não o exclui necessariamente de aparecer em um filme, acrescentando que "em algum momento, haverá um crossover ou algo assim". Eric Carroll, um dos produtores de Spider-Man: Homecoming, considerou que com a introdução do Homem-Aranha ao UCM "seria realmente divertido" referenciar os Defensores em um filme, visto que eles também são heróis urbanos atuando na cidade de Nova York, acrescentando, "é definitivamente uma carta que eu adoraria ver sendo usada, mais cedo ou mais tarde".
Loeb disse em julho de 2017 que a Marvel Television não tem tido planos para crossovers entre séries de diferentes canais. Especificamente para a semelhança temática entre Cloak & Dagger, New Warriors e Runaways, que lidam com jovens heróis, Loeb afirmou, "Você verá coisas que comentam um no outro, tentamos tocar a base onde quer que possamos, mas é muito parecido com a vida real, as coisas que estão acontecendo em Los Angeles [onde Runaways se passa] não está exatamente afetando o que está acontecendo em Nova Orleãs [onde Cloak & Dagger se passa]." Ele acrescentou, em outubro, que o agendamento de cada série influencia por que os crossovers entre elas são mais difíceis de se fazer e que os "sentimentos" das diferentes redes precisam ser considerados.
Em junho de 2018, falando sobre como as séries de televisão do UCM seriam afetadas pelos eventos de Avengers: Infinity War, Loeb observou que "Na maior parte das vezes, nossas histórias se passarão antes de Thanos estalar os dedos."

### Outras mídias
Em 2008, o primeiro quadrinho tie-in oficial foi lançado. Quesada delineou seu plano para expandir o UCM em histórias em quadrinhos, dizendo, "Os [quadrinhos] do UCM serão histórias definidas dentro da continuidade dos filmes. Não são necessariamente adaptações diretas dos filmes, mas talvez algo que aconteceu fora da tela e foi mencionado no filme ... Kevin Feige está envolvido com estes e, em alguns casos, talvez os roteiristas dos filmes estejam envolvidos [também]." Marvel Comics trabalhou com Brad Winderbaum, Jeremy Latcham e Will Corona Pilgrim na Marvel Studios para decidir quais conceitos devem ser transferidos do Universo Marvel Comics para o Universo Cinematográfico Marvel, o que mostrar nos quadrinhos tie-ins e o que parte para os filmes. A Marvel esclareceu quais dos quadrinhos tie-in são considerados histórias canônicas oficiais do UCM, com o resto simplesmente inspirados pelo UCU, "onde podemos mostrar todos os personagens do filme em traje e em forma de quadrinhos".
Em agosto de 2011, a Marvel anunciou uma série de curtas-metragens diretamente em vídeo chamada Marvel One-Shots, o nome deriva do rótulo usado pela Marvel Comics para seus quadrinhos one-shots. O co-produtor Brad Winderbaum disse, "É uma maneira divertida de experimentar novos personagens e ideias, mas, mais importante, é uma maneira de expandir o Universo Cinematográfico Marvel e contar histórias que vivem fora da trama de nossos filmes". Cada curta-metragem é projetado para ser uma história autônoma que fornece mais história de gundo para personagens ou eventos apresentados nos filmes. Em julho de 2012, D'Esposito afirmou que a Marvel estava considerando a ideia de apresentar personagens estabelecidos que ainda não estão prontos para terem seus próprios filmes em futuros One-Shots, afirmando, "Há sempre uma possibilidade para apresentar um personagem. Nós temos 8 mil deles, e eles não podem estar todos no mesmo nível. Então, talvez existam alguns que não são tão populares, e nós os apresentamos [com um curta] – e eles decolam. Eu podia ver isso acontecendo."
Em março de 2015, o vice-presidente de Desenvolvimento e Produção de Animação da Marvel, Cort Lane, afirmou que séries animadas dentro do UCM estavam "nos trabalhos". Em julho, a Marvel Studios fez parceria com o Google para produzir o falso programa de notícias WHIH Newsfront com Christine Everhart, uma série de vídeos postados no YouTube que servem como centro de uma campanha de marketing viral para promover os filmes e o universo. Em dezembro de 2016, uma websérie de seis partes, Agents of S.H.I.E.L.D.: Slingshot, foi revelada, o qual estreou no ABC.com em 13 de dezembro de 2016. Ela acompaha Elena "Yo-Yo" Rodriguez em uma missão secreta, pouco antes do início da quarta temporada de Agents de S.H.I.E.L.D., com Natalia Cordova-Buckley reprisando seu papel.

### Práticas de negócios

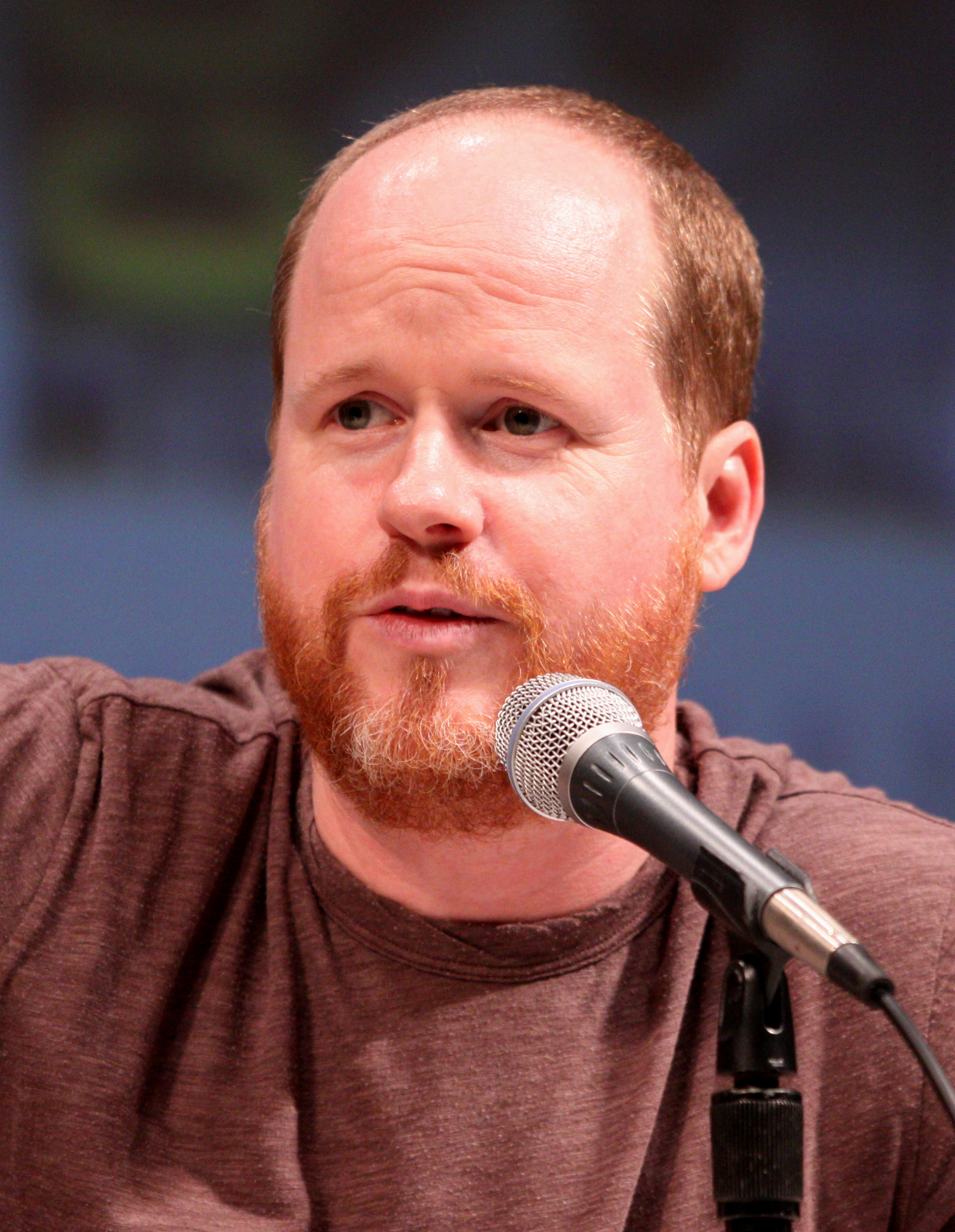
Joss Whedon foi um amplo contribuinte para a Fase Dois, oferecendo uma visão criativa de todos os filmes dessa fase e criando a primeira série de televisão do UCM, Agents of S.H.I.E.L.D., enquanto escrevia e dirigia Avengers: Age of Ultron.

A Marvel Studios desenvolveu práticas de negócios específicas para criar seu universo compartilhado, incluindo a escolha de cineastas. Feige comentou, "Você não precisa ter dirigido um grande e gigante filme de efeitos visuais para fazer um grande e gigante filme de efeitos visuais para nós. Você só precisa ter feito algo singularmente impressionante," acrescentando, "Foi bom para nós quando levamos diretores [como Jon Favreau, Joss Whedon, Kenneth Branagh e os irmãos Russo], que fizeram coisas muito, muito boas. Muito raramente são uma dessas coisas boas, um grande filme blockbuster de super-herói." Ao contratar diretores, o estúdio geralmente tem "um núcleo de uma ideia do que queremos", que é apresentado aos possíveis diretores ao longo de várias reuniões para discutir e ampliar ainda mais. "E se, ao longo de três ou quatro ou cinco reuniões, eles tornarem ele melhor do que o que inicialmente estávamos mostrando, eles geralmente conseguem o trabalho", de acordo com Feige. Mais tarde expandindo esse processo, Feige explicou que, antes de conversar com os diretores de um filme, a Marvel Studios geralmente junta um "lookbook" de influências dos quadrinhos e artes pelo departamento de desenvolvimento visual da Marvel, para criar um modelo visual para o filme. O estúdio possui para planejar e desenvolver as fases do UCM. Esses lookbooks nem sempre são mostrados aos diretores, com a Marvel às vezes preferindo deixar o diretor oferecer suas próprias ideias primeiro.
Scott Derrickson não viu um lookbook para Doutor Estranho, em vez disso, juntou sua própria apresentação, com artes conceituais e storyboards por ele mesmo e profissionais que ele contratou, para vender sua visão do filme para a Marvel. Em contraste, a Marvel compartilhou várias ideias diferentes para o que Thor: Ragnarok poderia ser com os futuros cineastas, que então se afastaram e desenvolveram o que eles achavam que o filme deveria ser. Taika Waititi criou uma bobina usando clipes de outros filmes para apresentar sua visão baseada nas ideias da Marvel, uma prática que a Marvel desencoraja, pois "muitas vezes podem ser realmente terríveis". No entanto, a Marvel pensou que Waititi foi "incrível". Derrickson e Waititi foram ambos contratados para os filmes. Para Captain America: The Winter Soldier, Joe e Anthony Russo se reuniram com o estúdio quatro vezes mais de dois meses antes de serem contratados, durante os quais "ficaram cada vez mais específicos sobre o que seria a nossa visão", reunindo "videos de referência, storyboards, páginas de roteiro. Nós gostamos de um livro de 30 páginas que tinha tudo o que faríamos com o personagem, o tema do filme, o tom do filme, o estilo de luta, o que gostamos sobre o personagem e o que não gostamos". Isso significou que, no momento em que foram contratados, já haviam "imaginado o filme".
Quando o estúdio contratou Kenneth Branagh e Joe Johnston para dirigir Thor e Captain America: The First Avenger, respectivamente, assegurou que ambos os diretores estavam abertos à ideia de um universo compartilhado e incluindo cenas de Vingadores em seus filmes. Joe Russo declarou, "Esse é o componente excitante de [incorporar referências ao universo maior]. 'O que podemos configurar para o futuro?' Você está constantemente lançando ideias que não só afetam o seu filme, mas podem ter um efeito de ondulação que afeta outros filmes ... É um tipo estranho de tapeçaria de roteiristas e diretores trabalhando juntos para criarem esse universo". Anthony acrescentou, "A grande coisa sobre o Universo Cinematográfico Marvel é ele ser um universo muito amplo e interconectado, onde os personagens terão seu surgimento e queda, por assim dizer, e entregarão a outros personagens. À medida que o universo cinematográfico avança, você pode começar a ver o universo cinematográfico adotar esse mesmo padrão, onde há fechamento com alguns personagens e novos começos com outros personagens. Ele acrescentou que, para que os diretores se "encaixem" na Marvel, eles devem entender como "pegar uma história maior e contorná-la em um momento", mas mantê-la conectada.

A maneira mais simples que eu poderia colocar é que Marvel não vem aos cineastas e diz: "Aqui está o filme seguinte". Eles vêm aos cineastas e dizem: "Qual é o próximo filme?" Esse é o processo.

—Diretor Anthony Russo em abril de 2016
Ao permitir que diretores e roteiristas trabalhem dentro do conceito de universo compartilhado da Marvel, Joe Russo disse que Feige tem "grandes peças para as quais ele quer construir, mas a maneira que você chegar lá está aberta para interpretação e improvisação um pouco". Para os Russos em The Winter Soldier, eles tiveram que lidar com a ideia da S.H.I.E.L.D. sendo infiltrada pela Hidra, com Joe dizendo, "como chegamos lá é tudo para nós. E acho que o motivo pelo qual a Marvel foi tão bem sucedida é porque tem sido um plano tão claro, que tudo está interligado." Joe elaborou mais tarde que, uma vez que a equipe criativa de cada filme "venha com aquilo que queremos fazer conceitualmente" para um filme, então faremos perguntas sobre se isso interferirá com um enredo em outro filme. Ou, o que está acontecendo nesse filme, podemos puxar algo disso para esse filme? É aí que você começa a procurar a interligação, mas é muito importante desde cedo que o conceito seja criado em uma bolha porque você tem que proteger a ideia, ela deve ser conduzida pela narração de histórias. Kevin ... sempre na mentalidade de "vamos fazer esse filme agora e nos preocupar com o próximo filme quando ele vier".
Loeb explicou que a Marvel Television vê "nós mesmos como produtores que estão trabalhando para apoiar a visão de nosso showrunner. Mas estamos envolvidos em todos os aspectos da produção—seja na sala dos roteiristas, editando no set, escalando—cada passo da produção passa pela equipe da Marvel para contar a melhor história que possamos". Ele acrescentou que o estúdio pode trabalhar em muitas séries em diferentes redes e plataformas porque "só exige que nós asseguremos de que sempre haja alguém da Marvel para ajudar a orientar o processo".

A coisa sobre a Marvel é ... eles estão procurando artistas que estão dispostos a correr riscos e estão dispostos a criar personagens, mesmo que o personagem tenha já existido em torno de anos e anos nas histórias em quadrinhos, eles ainda dependem de nós para criar algo e levá-lo a outro lugar.

—Vincent D'Onofrio (Wilson Fisk em Demolidor) em agosto de 2014
A Marvel Studios também começou a contratar seus atores para vários filmes, incluindo o ator Samuel L. Jackson assinado para um contrato de nove filmes "sem precedentes". Em julho de 2014, Feige disse que o estúdio tem todos os atores assinando contratos para múltiplos filmes, com a norma sendo para 3 ou mais, e os acordos de 9 ou 12 filmes são "mais raros". Os contratos de ator também possuem cláusulas que permitem que a Marvel use até três minutos da performance de um ator de um filme para outro, que a Marvel descreve como "material de ponte". Na Marvel Television, atores como Charlie Cox (Matt Murdock / Demolidor em Daredevil) e Adrianne Palicki (Bobbi Morse / Harpia em Agents of S.H.I.E.L.D.) são contratualmente obrigados a aparecer em um filme da Marvel se solicitados. Em maio de 2015, depois de estrelar como Claire Temple na primeira temporada de Daredevil, Rosario Dawson assinou com a Marvel para retornar para a segunda temporada da série como parte de um "acordo de TV exclusivo" que também permite que ela apareça em qualquer outro série da Marvel e Netflix, incluindo Jessica Jones e Luke Cage. Dawson explicou que ela assina com Marvel por um ano de cada vez, por uma certa quantidade de episódios, e descobre quais séries os episódios são mais próximos do tempo de filmagem.
Em agosto de 2012, a Marvel assinou Joss Whedon para um contrato exclusivo até junho de 2015 para cinema e televisão. Com o acordo, Whedon "contribuiria criativamente" na Fase Dois do UCM e desenvolveria a primeira série de televisão no universo. Em março de 2013, Whedon expandiu suas responsabilidades de consultoria, dizendo, "Eu entendo para onde Kevin [Feige] está indo, e eu leio os roteiros e assisto os cortes e falo com os diretores e roteiristas e dou minha opinião. Ocasionalmente, poderia haver alguma escrita. Mas não estou tentando entrar na sopa de ninguém, só estou tentando ser útil". Whedon elaborou mais tarde que "uma vez que a história já foi aprovada e todos sabem o que estamos fazendo com Avengers: Age of Ultron, podemos realmente delineá-lo. Não é como se todos dissessem" bem, eu não sei, e se eu precisar disso?" É como "fazer isso é problemático para nós, ao passo que fazer isso realmente nos ajudará."... Você quer homenagear os eventos do último filme, mas você não quer se responsabilizar com eles, porque algumas pessoas verão Avengers [:Age of Ultron] sem terem visto nenhum dos filmes no meio ou até The Avengers. Ele também achou que trabalhar na televisão e consultando roteiros foi "um excelente campo de treinamento [s] para lidar com isso ... Porque você recebe um monte de peças e é dito para torná-las adequadas".
Para os irmãos Russo e roteiristas Christopher Markus e Stephen McFelly trabalhando em Avengers: Infinity War e Fase Três, eles viram "uma linha direta de Winter Soldier, através de Civil War, direto à Infinity War", com filmes como Doctor Strange e Thor: Ragnarok colocando as bases para a "culminação" em Infinity War. Posteriormente, eles falaram "aos diretores e roteiristas dos outros filmes da Fase 3 quase semanalmente, para garantir que tudo se alinhe corretamente". Da mesma forma, ao desenvolver The Defenders, minissérie de crossover, o showrunner Marco Ramirez consultou os criadores de todas as séries solos da Marvel e Netflix, fazendo com que eles leiam cada um dos roteiros para The Defenders e forneçam informações sobre o mundo do personagem individual. Em abril de 2017, juntamente com o anúncio de que ele estava retornando para escrever e dirigir Guardians of the Galaxy Vol. 3, James Gunn revelou que ele estaria trabalhando com a Marvel "para ajudar a projetar onde essas histórias vão, e se certificar de que o futuro do Universo Cósmico da Marvel seja tão especial e autêntico e mágico quanto o que criamos até agora".

## Longas-metragens

### A Saga do Infinito
Os filmes da Fase Um até a Fase Três são conhecidos coletivamente como "A Saga do Infinito".
| Filme                               | Data de lançamento      | Diretor(es)             | Roteirista(s)                                                                                     | Produtor(es)                           |
| Fase Um                             | Fase Um                 | Fase Um                 | Fase Um                                                                                           | Fase Um                                |
| ----------------------------------- | ----------------------- | ----------------------- | ------------------------------------------------------------------------------------------------- | -------------------------------------- |
| Iron Man                            | 1 de maio de 2008       | Jon Favreau             | Mark Fergus, Hawk Ostby, Art Marcum e Matt Holloway                                               | Avi Arad e Kevin Feige                 |
| The Incredible Hulk                 | 13 de junho de 2008     | Louis Leterrier         | Zak Penn                                                                                          | Avi Arad, Gale Anne Hurd e Kevin Feige |
| Iron Man 2                          | 30 de abril de 2010     | Jon Favreau             | Justin Theroux                                                                                    | Kevin Feige                            |
| Thor                                | 29 de abril de 2011     | Kenneth Branagh         | Ashley Edward Miller, Zack Stentz e Don Payne                                                     | Kevin Feige                            |
| Captain America: The First Avenger  | 29 de julho de 2011     | Joe Johnston            | Christopher Markus e Stephen McFelly                                                              | Kevin Feige                            |
| The Avengers                        | 27 de abril de 2012     | Joss Whedon             | Joss Whedon                                                                                       | Kevin Feige                            |
| Fase Dois                           |                         |                         |                                                                                                   |                                        |
| Iron Man 3                          | 26 de abril de 2013     | Shane Black             | Drew Pearce e Shane Black                                                                         | Kevin Feige                            |
| Thor: The Dark World                | 1 de novembro de 2013   | Alan Taylor             | Christopher Yost, Christopher Markus e Stephen McFelly                                            | Kevin Feige                            |
| Captain America: The Winter Soldier | 10 de abril de 2014     | Anthony e Joe Russo     | Christopher Markus e Stephen McFeely                                                              | Kevin Feige                            |
| Guardians of the Galaxy             | 31 de julho de 2014     | James Gunn              | James Gunn e Nicole Perlman                                                                       | Kevin Feige                            |
| Avengers: Age of Ultron             | 23 de abril de 2015     | Joss Whedon             | Joss Whedon                                                                                       | Kevin Feige                            |
| Ant-Man                             | 16 de julho de 2015     | Peyton Reed             | Edgar Wright, Joe Cornish, Adam McKay e Paul Rudd                                                 | Kevin Feige                            |
| Fase Três                           |                         |                         |                                                                                                   |                                        |
| Captain America: Civil War          | 28 de abril de 2016     | Anthony e Joe Russo     | Christopher Markus e Stephen McFelly                                                              | Kevin Feige                            |
| Doctor Strange                      | 3 de novembro de 2016   | Scott Derrickson        | Jon Spaihts, Scott Derrickson e C. Robert Cargill                                                 | Kevin Feige                            |
| Guardians of the Galaxy Vol. 2      | 27 de abril de 2017     | James Gunn              | James Gunn                                                                                        | Kevin Feige                            |
| Spider-Man: Homecoming              | 6 de julho de 2017      | Jon Watts               | Jonathan Goldstein, John Francis Daley, Jon Watts, Christopher Ford, Chris McKenna e Erik Sommers | Kevin Feige e Amy Pascal               |
| Thor: Ragnarok                      | 26 de outubro de 2017   | Taika Waititi           | Eric Pearson, Craig Kyle e Christopher L. Yost                                                    | Kevin Feige                            |
| Black Panther                       | 15 de fevereiro de 2018 | Ryan Coogler            | Ryan Coogler e Joe Robert Cole                                                                    | Kevin Feige                            |
| Avengers: Infinity War              | 26 de abril de 2018     | Anthony e Joe Russo     | Christopher Markus e Stephen McFelly                                                              | Kevin Feige                            |
| Ant-Man and the Wasp                | 5 de julho de 2018      | Peyton Reed             | Chris McKenna, Erik Sommers, Paul Rudd, Andrew Barrer e Gabriel Ferrari                           | Kevin Feige e Stephen Broussard        |
| Captain Marvel                      | 7 de março de 2019      | Anna Boden e Ryan Fleck | Anna Boden, Ryan Fleck e Geneva Robertson-Dworet                                                  | Kevin Feige                            |
| Avengers: Endgame                   | 25 de abril de 2019     | Anthony e Joe Russo     | Christopher Markus e Stephen McFelly                                                              | Kevin Feige                            |
| Spider-Man: Far From Home           | 4 de julho de 2019      | Jon Watts               | Chris McKenna e Erik Sommers                                                                      | Kevin Feige e Amy Pascal               |

### A Saga do Multiverso
As Fases também incluem várias séries e dois especiais no Disney+. Os filmes da Fase Quatro até a Fase Seis são conhecidos coletivamente como "A Saga do Multiverso".
| Filme                                       | Data de lançamento      | Diretor(es)           | Roteirista(s)                                                    | Produtor(es)                                                  |
| Fase Quatro                                 | Fase Quatro             | Fase Quatro           | Fase Quatro                                                      | Fase Quatro                                                   |
| ------------------------------------------- | ----------------------- | --------------------- | ---------------------------------------------------------------- | ------------------------------------------------------------- |
| Black Widow                                 | 9 de julho de 2021      | Cate Shortland        | Eric Pearson                                                     | Kevin Feige                                                   |
| Shang-Chi and the Legend of the Ten Rings   | 3 de setembro de 2021   | Destin Daniel Cretton | David Callaham, Destin Daniel Cretton e Andrew Lanham            | Kevin Feige e Jonathan Schwartz                               |
| Eternals                                    | 5 de novembro de 2021   | Chloé Zhao            | Chloé Zhao, Patrick Burleigh, Ryan Firpo e Kaz Firpo             | Kevin Feige e Nate Moore                                      |
| Spider-Man: No Way Home                     | 17 de dezembro de 2021  | Jon Watts             | Chris McKenna e Erik Sommers                                     | Kevin Feige e Amy Pascal                                      |
| Doctor Strange in the Multiverse of Madness | 6 de maio de 2022       | Sam Raimi             | Michael Waldron                                                  | Kevin Feige                                                   |
| Thor: Love and Thunder                      | 8 de julho de 2022      | Taika Waititi         | Taika Waititi e Jennifer Kaytin Robinson                         | Kevin Feige e Brad Winderbaum                                 |
| Black Panther: Wakanda Forever              | 11 de novembro de 2022  | Ryan Coogler          | Ryan Coogler e Joe Robert Cole                                   | Kevin Feige                                                   |
| Fase Cinco                                  |                         |                       |                                                                  |                                                               |
| Ant-Man and the Wasp: Quantumania           | 17 de fevereiro de 2023 | Peyton Reed           | Jeff Loveness                                                    | Kevin Feige e Stephen Broussard                               |
| Guardians of the Galaxy Vol. 3              | 5 de maio de 2023       | James Gunn            | James Gunn                                                       | Kevin Feige                                                   |
| The Marvels                                 | 10 de novembro de 2023  | Nia DaCosta           | Megan McDonnell, Nia DaCosta, Elissa Karasik e Zeb Wells         | Kevin Feige                                                   |
| Deadpool & Wolverine                        | 26 de julho de 2024     | Shawn Levy            | Ryan Reynolds, Rhett Reese, Paul Wernick, Zeb Wells e Shawn Levy | Kevin Feige, Ryan Reynolds, Shawn Levy e Lauren Shuler Donner |
| Captain America: Brave New World            | 14 de fevereiro de 2025 | Julius Onah           | Malcolm Spellman, Dalan Musson e Matthew Orton                   | Kevin Feige e Nate Moore                                      |
| Thunderbolts*                               | 2 de maio de 2025       | Jake Schreier         | Eric Pearson e Joanna Calo                                       | Kevin Feige                                                   |
| Fase Seis                                   |                         |                       |                                                                  |                                                               |
| The Fantastic Four: First Steps             | 25 de julho de 2025     | Matt Shakman          | Josh Friedman, Eric Pearson, Jeff Kaplan e Ian Springer          | Kevin Feige                                                   |

### Futuro
| Filme                     | Data de lançamento     | Diretor(es)           | Roteirista(s)                     | Produtor(es)                     | Status             |
| Fase Seis                 | Fase Seis              | Fase Seis             | Fase Seis                         | Fase Seis                        | Fase Seis          |
| ------------------------- | ---------------------- | --------------------- | --------------------------------- | -------------------------------- | ------------------ |
| Spider-Man: Brand New Day | 31 de julho de 2026    | Destin Daniel Cretton | Chris McKenna e Erik Sommers      | Kevin Feige e Amy Pascal         | Filmando           |
| Avengers: Doomsday        | 18 de dezembro de 2026 | Anthony e Joe Russo   | Michael Waldron e Stephen McFelly | Kevin Feige, Anthony e Joe Russo | Filmando           |
| Avengers: Secret Wars     | 17 de dezembro de 2027 | Anthony e Joe Russo   | Michael Waldron e Stephen McFelly | Kevin Feige, Anthony e Joe Russo | Em desenvolvimento |

| Filme                                                  | Data de lançamento | Diretor(es)           | Roteirista(s)         | Produtor(es)                    | Status             |
| Futuro                                                 | Futuro             | Futuro                | Futuro                | Futuro                          | Futuro             |
| ------------------------------------------------------ | ------------------ | --------------------- | --------------------- | ------------------------------- | ------------------ |
| Armor Wars                                             | TBA                | TBA                   | Yassir Lester         | Kevin Feige                     | Em desenvolvimento |
| Black Panther 3                                        | TBA                | Ryan Coogler          | Ryan Coogler          | Kevin Feige e Nate Moore        | Em desenvolvimento |
| Blade                                                  | TBA                | TBA                   | Eric Pearson          | Kevin Feige                     | Produção pausada   |
| Sequência de Shang-Chi and the Legend of the Ten Rings | TBA                | Destin Daniel Cretton | Destin Daniel Cretton | Kevin Feige e Jonathan Schwartz | Em desenvolvimento |
| Filme dos X-Men sem título                             | TBA                | Jake Schreier         | Michael Lesslie       | Kevin Feige                     | Em desenvolvimento |

## Séries de televisão

### Marvel Studios

#### Fase Quatro
Dois especiais de televisão do Marvel Studios Special Presentations também estão incluídos na Fase Quatro.
| Série                             | Temporada   | Temporada   | Episódios   | Originalmente exibida  | Originalmente exibida  | Showrunner(s)    | Diretor(es)                                       |
| Série                             | Temporada   | Temporada   | Episódios   | Primeira exibição      | Última exibição        | Showrunner(s)    | Diretor(es)                                       |
| Fase Quatro                       | Fase Quatro | Fase Quatro | Fase Quatro | Fase Quatro            | Fase Quatro            | Fase Quatro      | Fase Quatro                                       |
| --------------------------------- | ----------- | ----------- | ----------- | ---------------------- | ---------------------- | ---------------- | ------------------------------------------------- |
| WandaVision                       |             | 1           | 9           | 15 de janeiro de 2021  | 5 de março de 2021     | Jac Schaeffer    | Matt Shakman                                      |
| The Falcon and the Winter Soldier |             | 1           | 6           | 19 de março de 2021    | 23 de abril de 2021    | Malcolm Spellman | Kari Skogland                                     |
| Loki                              |             | 1           | 6           | 9 de junho de 2021     | 14 de julho de 2021    | Michael Waldron  | Kate Herron                                       |
| What If...?                       |             | 1           | 9           | 11 de agosto de 2021   | 6 de outubro de 2021   | A. C. Bradley    | Bryan Andrews                                     |
| Hawkeye                           |             | 1           | 6           | 24 de novembro de 2021 | 22 de dezembro de 2021 | Jonathan Igla    | Rhys Thomas, Bert e Bertie                        |
| Moon Knight                       |             | 1           | 6           | 30 de março de 2022    | 4 de maio de 2022      | Jeremy Slater    | Mohamed Diab, Justin Benson e Aaron Moorhead      |
| Ms. Marvel                        |             | 1           | 6           | 8 de junho de 2022     | 13 de julho de 2022    | Bisha K. Ali     | Adil, Bilall, Meera Menon e Sharmeen Obaid-Chinoy |
| She-Hulk: Attorney at Law         |             | 1           | 9           | 18 de agosto de 2022   | 13 de outubro de 2022  | Jessica Gao      | Kat Coiro e Anu Valia                             |

#### Fase Cinco
| Série                                 | Temporada  | Temporada  | Episódios  | Originalmente exibida  | Originalmente exibida   | Showrunner(s)             | Diretor(es)                                                                    |
| Série                                 | Temporada  | Temporada  | Episódios  | Primeira exibição      | Última exibição         | Showrunner(s)             | Diretor(es)                                                                    |
| Fase Cinco                            | Fase Cinco | Fase Cinco | Fase Cinco | Fase Cinco             | Fase Cinco              | Fase Cinco                | Fase Cinco                                                                     |
| ------------------------------------- | ---------- | ---------- | ---------- | ---------------------- | ----------------------- | ------------------------- | ------------------------------------------------------------------------------ |
| Secret Invasion                       |            | 1          | 6          | 21 de junho de 2023    | 26 de julho de 2023     | Kyle Bradstreet           | Thomas Bezucha e Ali Selim                                                     |
| Loki                                  |            | 2          | 6          | 5 de outubro de 2023   | 9 de novembro de 2023   | Eric Martin               | Justin Benson e Aaron Moorhead                                                 |
| What If...?                           |            | 2          | 9          | 22 de dezembro de 2023 | 30 de dezembro de 2023  | A. C. Bradley             | Stephan Franck e Bryan Andrews                                                 |
| What If...?                           |            | 3          | 8          | 22 de dezembro de 2024 | 29 de dezembro de 2024  | Matthew Chauncey          | Stephan Franck e Bryan Andrews                                                 |
| Echo                                  |            | 1          | 5          | 9 de janeiro de 2024   | 9 de janeiro de 2024    | Marion Dayre e Amy Rardin | Sydney Freeland e Catriona McKenzie                                            |
| Agatha All Along                      |            | 1          | 9          | 18 de setembro de 2024 | 30 de outubro de 2024   | Jac Schaeffer             | Jac Schaeffer, Rachel Goldberg e Gandja Monteiro                               |
| Your Friendly Neighborhood Spider-Man |            | 1          | 10         | 29 de janeiro de 2025  | 19 de fevereiro de 2025 | Jeff Tramell              | Mel Zwyer e Stuart Livingston                                                  |
| Daredevil: Born Again                 |            | 1          | 9          | 4 de março de 2025     | 15 de abril de 2025     | Dario Scardapane          | Justin Benson, Aaron Moorhead, Michael Cuesta, Jeffrey Nachmanoff e David Boyd |
| Ironheart                             |            | 1          | 6          | 24 de junho de 2025    | 1 de julho de 2025      | Chinaka Hodge             | Sam Bailey e Angela Barnes                                                     |

#### Fase Seis
| Série                                 | Temporada | Temporada | Episódios  | Originalmente exibida | Originalmente exibida | Showrunner(s)    | Diretor(es)                                           | Estado       |
| Série                                 | Temporada | Temporada | Episódios  | Primeira exibição     | Última exibição       | Showrunner(s)    | Diretor(es)                                           | Estado       |
| Fase Seis                             | Fase Seis | Fase Seis | Fase Seis  | Fase Seis             | Fase Seis             | Fase Seis        | Fase Seis                                             | Fase Seis    |
| ------------------------------------- | --------- | --------- | ---------- | --------------------- | --------------------- | ---------------- | ----------------------------------------------------- | ------------ |
| Eyes of Wakanda                       |           | 1         | 4          | 1 de agosto de 2025   | 1 de agosto de 2025   | Todd Harris      | Todd Harris                                           | Lançada      |
| Marvel Zombies                        |           | 1         | 4          | 3 de outubro de 2025  | A anunciar            | Zeb Wells        | Bryan Andrews                                         | Em produção  |
| Wonder Man                            |           | 1         | 8          | dezembro de 2025      | TBA                   | Andrew Guest     | Destin Daniel Cretton e Stella Meghie                 | Pós-produção |
| Daredevil: Born Again                 |           | 2         | 8          | março de 2026         | TBA                   | Dario Scardapane | Justin Benson e Aaron Moorhead                        | Filmando     |
| Vision Quest                          |           | 1         | 8          | 2026                  | A anunciar            | Terry Matalas    | Terry Matalas, Christopher J. Byrne e Vincenzo Natali | Filmando     |
| Your Friendly Neighborhood Spider-Man |           | 2         | A anunciar | 2026                  | A anunciar            | Jeff Trammell    | A anunciar                                            | Em produção  |

### Marvel Television
| Série                  | Temporadas    | Temporadas    | Episódios     | Estreia                | Estreia                 | Showrunner(s)                                  |
| Série                  | Temporadas    | Temporadas    | Episódios     | Primeira exibição      | Última exibição         | Showrunner(s)                                  |
| Séries da ABC          | Séries da ABC | Séries da ABC | Séries da ABC | Séries da ABC          | Séries da ABC           | Séries da ABC                                  |
| ---------------------- | ------------- | ------------- | ------------- | ---------------------- | ----------------------- | ---------------------------------------------- |
| Agents of S.H.I.E.L.D. |               | 1             | 22            | 24 de setembro de 2013 | 13 de maio de 2014      | Jed Whedon, Maurissa Tancharoen e Jeffrey Bell |
| Agents of S.H.I.E.L.D. |               | 2             | 22            | 23 de setembro de 2014 | 12 de maio de 2015      | Jed Whedon, Maurissa Tancharoen e Jeffrey Bell |
| Agents of S.H.I.E.L.D. |               | 3             | 22            | 29 de setembro de 2015 | 17 de maio de 2016      | Jed Whedon, Maurissa Tancharoen e Jeffrey Bell |
| Agents of S.H.I.E.L.D. |               | 4             | 22            | 20 de setembro de 2016 | 16 de maio de 2017      | Jed Whedon, Maurissa Tancharoen e Jeffrey Bell |
| Agents of S.H.I.E.L.D. |               | 5             | 22            | 1 de dezembro de 2017  | 18 de maio de 2018      | Jed Whedon, Maurissa Tancharoen e Jeffrey Bell |
| Agents of S.H.I.E.L.D. |               | 6             | 13            | 10 de maio de 2019     | 2 de agosto de 2019     | Jed Whedon, Maurissa Tancharoen e Jeffrey Bell |
| Agents of S.H.I.E.L.D. |               | 7             | 13            | 27 de maio de 2020     | 12 de agosto de 2020    | Jed Whedon, Maurissa Tancharoen e Jeffrey Bell |
| Agent Carter           |               | 1             | 8             | 06 de janeiro de 2015  | 24 de fevereiro de 2015 | Tara Butters, Michele Fazekas e Chris Dingess  |
| Agent Carter           |               | 2             | 10            | 19 de janeiro de 2016  | 01 de março de 2016     | Tara Butters, Michele Fazekas e Chris Dingess  |
| Inhumans               |               | 1             | 8             | 29 de setembro de 2017 | 10 de novembro de 2017  | Scott Buck                                     |
| Séries da Netflix      |               |               |               |                        |                         |                                                |
| Daredevil              |               | 1             | 13            | 10 de abril de 2015    | 10 de abril de 2015     | Steven S. DeKnight                             |
| Daredevil              |               | 2             | 13            | 18 de março de 2016    | 18 de março de 2016     | Doug Petrie e Marco Ramirez                    |
| Daredevil              |               | 3             | 13            | 19 de outubro de 2018  | 19 de outubro de 2018   | Erik Oleson                                    |
| Jessica Jones          |               | 1             | 13            | 20 de novembro de 2015 | 20 de novembro de 2015  | Melissa Rosenberg                              |
| Jessica Jones          |               | 2             | 13            | 8 de março de 2018     | 8 de março de 2018      | Melissa Rosenberg                              |
| Jessica Jones          |               | 3             | 13            | 14 de Junho de 2019    | 14 de Junho de 2019     | Melissa Rosenberg                              |
| Luke Cage              |               | 1             | 13            | 30 de setembro de 2016 | 30 de setembro de 2016  | Cheo Hodari Coker                              |
| Luke Cage              |               | 2             | 13            | 22 de junho de 2018    | 22 de junho de 2018     | Cheo Hodari Coker                              |
| Iron Fist              |               | 1             | 13            | 17 de março de 2017    | 17 de março de 2017     | Scott Buck                                     |
| Iron Fist              |               | 2             | 10            | 7 de setembro de 2018  | 7 de setembro de 2018   | Raven Metzner                                  |
| The Defenders          |               | 1             | 8             | 18 de agosto de 2017   | 18 de agosto de 2017    | Marco Ramirez                                  |
| The Punisher           |               | 1             | 13            | 17 de novembro de 2017 | 17 de novembro de 2017  | Steve Lightfoot                                |
| The Punisher           |               | 2             | 13            | 18 de janeiro de 2019  | 18 de janeiro de 2019   | Steve Lightfoot                                |
| Séries de young-adult  |               |               |               |                        |                         |                                                |
| Runaways               |               | 1             | 10            | 21 de novembro de 2017 | 9 de janeiro de 2018    | Josh Schwartz e Stephanie Savage               |
| Runaways               |               | 2             | 13            | 21 de dezembro de 2018 | 21 de dezembro de 2018  | Josh Schwartz e Stephanie Savage               |
| Runaways               |               | 3             | 10            | 13 de dezembro de 2019 | 13 de dezembro de 2019  | Josh Schwartz e Stephanie Savage               |
| Cloak & Dagger         |               | 1             | 10            | 7 de junho de 2018     | 2 de agosto de 2018     | Joe Pokaski                                    |
| Cloak & Dagger         |               | 2             | 10            | 4 de Abril de 2019     | 30 de Maio de 2019      | Joe Pokaski                                    |
| Adventure into Fear    |               |               |               |                        |                         |                                                |
| Helstrom               |               | 1             | 10            | 16 de outubro de 2020  | 16 de outubro de 2020   | Paul Zbyszewski                                |

↑a Uma versão dos dois primeiros episódios estreou nos cinemas IMAX em 1 de setembro de 2017 e durou duas semanas, antes da sua estreia televisiva em 22 de setembro na ABC.

## Especiais de televisão
Todos os especiais estão sendo lançados no Disney+ e coexistem com os filmes e séries de televisão da fase.
| Título                                         | Originalmente exibida  | Diretor(es)           | Roteirista(s)                        | Estado       |
| Fase Quatro                                    | Fase Quatro            | Fase Quatro           | Fase Quatro                          | Fase Quatro  |
| ---------------------------------------------- | ---------------------- | --------------------- | ------------------------------------ | ------------ |
| Werewolf by Night                              | 7 de outubro de 2022   | Michael Giacchino     | Heather Quinn e Peter Cameron        | Lançado      |
| The Guardians of the Galaxy Holiday Special    | 25 de novembro de 2022 | James Gunn            | James Gunn                           | Lançado      |
| Fase Seis                                      |                        |                       |                                      |              |
| Especial de televisão sem título do Justiceiro | 2026                   | Reinaldo Marcus Green | Reinaldo Marcus Green e Jon Bernthal | Pós-produção |

## Curtas-metragens

### Marvel One-Shots
| Filme                                              | Data de Lançamento      | Diretor          | Roteirista   | Produtor    | Lançamento em Blu-ray              |
| -------------------------------------------------- | ----------------------- | ---------------- | ------------ | ----------- | ---------------------------------- |
| The Consultant                                     | 13 de setembro de 2011  | Leythum          | Eric Pearson | Kevin Feige | Thor                               |
| A Funny Thing Happened on the Way to Thor's Hammer | 25 de outubro de 2011   | Leythum          | Eric Pearson | Kevin Feige | Captain America: The First Avenger |
| Item 47                                            | 25 de setembro de 2012  | Louis D’Esposito | Eric Pearson | Kevin Feige | The Avengers                       |
| Agent Carter                                       | 24 de setembro de 2013  | Louis D’Esposito | Eric Pearson | Kevin Feige | Iron Man 3                         |
| All Hail the King                                  | 25 de fevereiro de 2014 | Drew Pearce      | Drew Pearce  | Kevin Feige | Thor: The Dark World               |

### I Am Groot
Em dezembro de 2020, I Am Groot, uma série de curtas-metragens estrelada por Baby Groot, foi anunciada para o Disney+.

## Séries digitais
| Série                             | Temporada | Temporada | Episódios | Lançamento original    | Lançamento original    | Status  |
| Série                             | Temporada | Temporada | Episódios | Primeiro lançamento    | Último lançamento      | Status  |
| --------------------------------- | --------- | --------- | --------- | ---------------------- | ---------------------- | ------- |
| WHIH Newsfronta                   |           | 1         | 5         | 2 de julho de 2015     | 16 de julho de 2015    | Lançada |
| WHIH Newsfronta                   |           | 2         | 5         | 22 de abril de 2016    | 3 de maio de 2016      | Lançada |
| Agents of S.H.I.E.L.D.: Slingshot |           | 1         | 6         | 13 de dezembro de 2016 | 13 de dezembro de 2016 | Lançada |

↑a WHIH Newsfront é um série de assuntos atuais no universo que serve como uma campanha de marketing viral para alguns dos filmes UCM. A campanha é uma extensão do canal fictício de notícias WHIH World News, que é visto reportando eventos importantes em muitos filmes e séries de televisão do UCM.

## Revistas em quadrinhostie-ins
| Título                                                  | Ediçõe(s) | Data(s) de publicação   | Data(s) de publicação   | Escritore(s)                                                    | Artista(s)                                       |
| Título                                                  | Ediçõe(s) | Primeira publicação     | Última publicação       | Escritore(s)                                                    | Artista(s)                                       |
| ------------------------------------------------------- | --------- | ----------------------- | ----------------------- | --------------------------------------------------------------- | ------------------------------------------------ |
| Iron Man: I Am Iron Man!                                | 2         | 27 de janeiro de 2010   | 24 de fevereiro de 2010 | Peter David                                                     | Sean Chen                                        |
| Iron Man 2: Public Identity                             | 3         | 28 de abril de 2010     | 12 de maio de 2010      | Joe Casey e Justin Theroux                                      | Barry Kitson                                     |
| Iron Man 2: Agents of S.H.I.E.L.D.                      | 1         | 1 de setembro de 2010   | 1 de setembro de 2010   | Joe Casey                                                       | Tim Green, Felix Ruiz e Matt Camp                |
| Captain America: First Vengeance                        | 4         | 4 de maio de 2011       | 29 de junho de 2011     | Fred Van Lente                                                  | Neil Edwards e Luke Ross                         |
| The Avengers Prelude: Fury's Big Week                   | 4         | 7 de março de 2012      | 18 de abril de 2012     | História de: Chris Yost e Eric Pearson Roteiro de: Eric Pearson | Luke Ross                                        |
| The Avengers: Black Widow Strikes                       | 3         | 2 de maio de 2012       | 6 de junho de 2012      | Fred Van Lente                                                  | Neil Edwards                                     |
| Iron Man 2                                              | 2         | 7 de novembro de 2012   | 5 de dezembro de 2012   | Christos N. Gage                                                | Ramon Rosanas                                    |
| Iron Man 3 Prelude                                      | 2         | 2 de janeiro de 2013    | 6 de fevereiro de 2013  | Christos N. Gage                                                | Steve Kurth                                      |
| Thor                                                    | 2         | 16 de janeiro de 2013   | 20 de fevereiro de 2013 | Christos N. Gage                                                | Lan Medina                                       |
| Thor: The Dark World Prelude                            | 2         | 5 de junho de 2013      | 10 de julho de 2013     | Craig Kyle e Chris Yost                                         | Scot Eaton e Ron Lim                             |
| Captain America: The First Avenger                      | 2         | 6 de novembro de 2013   | 11 de dezembro de 2013  | Peter David                                                     | Wellinton Alves                                  |
| Captain America: The Winter Soldier Infinite Comic      | 1         | 28 de janeiro de 2014   | 28 de janeiro de 2014   | Peter David                                                     | Rock He-Kim                                      |
| Guardians of the Galaxy Infinite Comic – Dangerous Prey | 1         | 1 de abril de 2014      | 1 de abril de 2014      | Dan Abnett e Andy Lanning                                       | Andrea Di Vito                                   |
| Guardians of the Galaxy Prelude                         | 2         | 2 de abril de 2014      | 28 de maio de 2014      | Dan Abnett e Andy Lanning                                       | Wellinton Alves                                  |
| The Avengers                                            | 2         | 24 de dezembro de 2014  | 7 de janeiro de 2015    | Will Corona Pilgrim                                             | Joe Bennett                                      |
| Avengers: Age of Ultron Prelude – This Scepter'd Isle   | 1         | 4 de fevereiro de 2015  | 4 de fevereiro de 2015  | Will Corona Pilgrim                                             | Wellinton Alves                                  |
| Ant-Man Prelude                                         | 2         | 4 de fevereiro de 2015  | 4 de março de 2015      | Will Corona Pilgrim                                             | Miguel Sepulveda                                 |
| Ant-Man – Scott Lang: Small Time                        | 1         | 3 de março de 2015      | 3 de março de 2015      | Will Corona Pilgrim                                             | Wellinton Alves e Daniel Govar                   |
| Jessica Jones                                           | 1         | 7 de outubro de 2015    | 7 de outubro de 2015    | Brian Michael Bendis                                            | Michael Gaydos                                   |
| Captain America: Civil War Prelude                      | 4         | 16 de dezembro de 2015  | 27 de janeiro de 2016   | Will Corona Pilgrim                                             | Szymon Kudranski e Lee Ferguson                  |
| Captain America: Civil War Prelude Infinite Comic       | 1         | 10 de fevereiro de 2016 | 10 de fevereiro de 2016 | Will Corona Pilgrim                                             | Lee Ferguson, Goran Sudžuka e Guillermo Mogorron |
| Doctor Strange Prelude                                  | 2         | 6 de julho de 2016      | 24 de agosto de 2016    | Will Corona Pilgrim                                             | Jorge Fornés                                     |
| Doctor Strange Prelude Infinite Comic – The Zealot      | 1         | 7 de setembro de 2016   | 7 de setembro de 2016   | Will Corona Pilgrim                                             | Jorge Fornés                                     |
| Guardians of the Galaxy Vol. 2 Prelude                  | 2         | 4 de janeiro de 2017    | 1 de fevereiro de 2017  | Will Corona Pilgrim                                             | Christopher Allen                                |
| Spider-Man: Homecoming Prelude                          | 2         | 1 de março de 2017      | 5 de abril de 2017      | Will Corona Pilgrim                                             | Todd Nauck                                       |
| Thor: Ragnarok Prelude                                  | 4         | 5 de julho de 2017      | 16 de agosto de 2017    | Will Corona Pilgrim                                             | J.L. Giles                                       |
| Black Panther Prelude                                   | 2         | 18 de outubro de 2017   | 15 de novembro de 2017  | Will Corona Pilgrim                                             | Annapaola Martello                               |
| Avengers: Infinity War Prelude                          | 2         | 24 de janeiro de 2018   | 28 de fevereiro de 2018 | Will Corona Pilgrim                                             | Tigh Walker e Jorge Fornés                       |
| Ant-Man and Wasp Prelude                                | 2         | 7 de março de 2018      | 4 de abril de 2018      | Will Corona Pilgrim                                             | Chris Allen                                      |
| Captan Marvel Prelude                                   | 1         | 14 de novembro de 2018  | 14 de novembro de 2018  | Will Corona Pilgrim                                             | Andrea Di Vito                                   |
| Avengers: Endgame Prelude                               | 3         | 5 de dezembro de 2018   | 20 de fevereiro de 2019 | Will Corona Pilgrim                                             | Paco Diaz                                        |
| Spider-Man: Far From Home Prelude                       | 2         | 27 de março de 2019     | 24 de abril de 2019     | Will Corona Pilgrim                                             | Luca Maresca                                     |
| Black Widow Prelude                                     | 2         | 15 de janeiro de 2020   | 19 de fevereiro de 2020 | Peter David                                                     | C. F. Villa                                      |

### Livros
Os Arquivos Wakanda: Uma Exploração Tecnológica dos Vingadores e Além é "uma coleção de papéis, artigos, projetos e notas acumulados ao longo da história pelos Cães de Guerra de Wakanda" a pedido de Shuri. É organizado por áreas de estudo e cobre os avanços tecnológicos em todo o universo cinematográfico da Marvel. O livro, que existe no universo, foi escrito por Troy Benjamin e publicado pela Epic Ink e o Quarto Publishing Group. Os Arquivos Wakanda têm conteúdo impresso com tinta UV que pode ser visualizado com lâmpadas UV em forma de conta Kimoyo incluídas no livro. Foi lançado em 20 de outubro de 2020.

## Elenco e personagens recorrentes
| Personagem                   | Longas metragens                             | Séries de televisão     | Curtas metragens      | Séries digitais         |
| ---------------------------- | -------------------------------------------- | ----------------------- | --------------------- | ----------------------- |
| Felix Blake                  |                                              | Titus Welliver          | Titus Welliver        |                         |
| Peggy Carter                 | Hayley Atwell                                | Hayley Atwell           | Hayley Atwell         |                         |
| Phil Coulson                 | Clark Gregg                                  | Clark Gregg             | Clark Gregg           | Clark Gregg             |
| Darren Cross Jaqueta Amarela | Corey Stoll                                  |                         |                       | Corey Stoll             |
| Timothy "Dum Dum" Dugan      | Neal McDonough                               | Neal McDonough          | Neal McDonough        |                         |
| Matthew Ellis                | William Sadler                               | William Sadler          |                       | William Sadler          |
| Christine Everhart           | Leslie Bibb                                  |                         |                       | Leslie Bibb             |
| Leo Fitz                     |                                              | Iain De Caestecker      |                       | Iain De Caestecker      |
| Nick Fury                    | Samuel L. Jackson                            | Samuel L. Jackson       |                       |                         |
| Justin Hammer                | Sam Rockwell                                 |                         | Sam Rockwell          |                         |
| Maria Hill                   | Cobie Smulders                               | Cobie Smulders          |                       |                         |
| Daisy "Skye" Johnson Tremor  |                                              | Chloe Bennet            |                       | Chloe Bennet            |
| Scott Lang Homem-Formiga     | Paul Rudd                                    |                         |                       | Paul Rudd               |
| List                         | Henry Goodman                                | Henry Goodman           |                       |                         |
| Jeffrey Mace Patriota        |                                              | Jason O'Mara            |                       | Jason O'Mara            |
| Alphonso "Mack" MacKenzie    |                                              | Henry Simmons           |                       | Henry Simmons           |
| Gideon Malick                | Powers Boothe                                | Powers Boothe           |                       |                         |
| Melinda May                  |                                              | Ming-Na Wen             |                       | Ming-Na Wen             |
| Tina Minoru                  | Linda Louise Duan                            | Brittany Ishibashi      |                       |                         |
| Jim Morita                   | Kenneth Choi                                 | Kenneth Choi            |                       |                         |
| Elena "Yo-Yo" Rodriguez      |                                              | Natalia Cordova-Buckley |                       | Natalia Cordova-Buckley |
| Sif                          | Jaimie Alexander                             | Jaimie Alexander        |                       |                         |
| Jemma Simmons                |                                              | Elizabeth Henstridge    |                       | Elizabeth Henstridge    |
| Jasper Sitwell               | Maximiliano Hernández                        | Maximiliano Hernández   | Maximiliano Hernández |                         |
| Trevor Slattery              | Ben Kingsley                                 |                         | Ben Kingsley          |                         |
| Howard Stark                 | Gerard SandersF John Slattery Dominic Cooper | Dominic Cooper          | Dominic Cooper        |                         |
| Anton Vanko                  | Yevgeni Lazarev                              | Costa Ronin             |                       |                         |
| Arnim Zola                   | Toby Jones                                   | Toby Jones              |                       |                         |

Além disso, Paul Bettany foi o primeiro ator a interpretar dois personagens principais dentro do universo, fazendo a voz da inteligência artificial de Tony Stark, J.A.R.V.I.S. nos filmes do Homem de Ferro e dos Vingadores, e interpretando Visão nos filmes a partir de Vingadores: Era de Ultron.
Stan Lee, o criador ou co-criador de muitos dos personagens vistos no UCM, tem aparições cameo em todos os longas metragens e em todas as séries de televisão. Em Punho de Ferro, foi revelado que o seu cameo de fotografia nas séries da Marvel da Netflix é como o Capitão Irving Forbush do New York City Police Department. O cameo de Stan Lee em Guardiões da Galáxia Vol. 2 o mostra como um informante dos Vigias, discutindo aventuras anteriores que incluem os cameos de Lee em outros filmes do UCM; ele menciona especificamente o seu tempo como entregador da FedEx, referindo-se ao cameo de Lee em Capitão América: Guerra Civil. Isso reconheceu a teoria de fãs de que Lee pode estar interpretando o mesmo personagem em todos os seus cameos. O roteirista e diretor James Gunn comentou, "Uma coisa que eu achei muito engraçada e interessante é o fato das pessoas pensarem que Stan Lee é um Vigia e que todas essas participações são parte dele sendo um Vigia. Então, Stan Lee como um cara que está trabalhando para os Vigias foi algo que eu pensei que seria divertido para o UCM." Feige acrescentou que Lee "claramente existe, acima e além da realidade de todos os filmes do UCM. Então a noção de que ele poderia estar lá sentado em um pit stop cósmico durante a sequência do salto do portão em Guardiões...você realmente pensa 'espera, ele é sempre o mesmo personagem aparecendo em todos os filmes?'".

## Recepção
Jim Vorel do Herald & Review chamou o Universo Cinematográfico Marvel de "impressionante", mas disse, "Quanto mais e mais heróis ganham suas próprias adaptações cinematográficas, o universo como um todo se torna cada vez mais confuso." Kofi Outlaw do Screen Rant afirmou que enquanto Os Vingadores foi um sucesso, "A Marvel Studios ainda tem espaço para melhorar sua abordagem de construir um universo compartilhado de filmes." Alguns críticos criticaram o fato de que o desejo de criar um universo compartilhado levou á filmes que também não se sustentam por conta própria. Em sua resenha de Thor: The Dark World, o crítico da Forbes, Scott Mendelson, comparou o UCM com uma série de televisão, com The Dark World sendo um "'episódio isolado' que contém um pouco da mitologia de longo alcance". Matt Goldberg do Collider considerou que enquanto Homem de Ferro 2, Thor e Capitão América: O Primeiro Vingador foram produções de qualidade, "eles nunca foram realmente seus próprios filmes", sentindo que a trama desviando para a S.H.I.E.L.D. ou se preparando para Os Vingadores derrubou as narrativas dos filmes.
Após a conclusão da primeira temporada de Agents of S.H.I.E.L.D., Mary McNamara no Los Angeles Times elogiou as conexões entre essa série e os filmes, afirmando que "nunca antes a televisão foi literalmente casada com o cinema, encarregada de preencher backstories e criar o tecido conjuntivo de uma franquia de filmes em curso ... [Agents of S.H.I.E.L.D.] agora não é apenas uma ótimo série no seu próprio diretor, é parte da cidade-estado multiplataforma da Marvel." Terri Schwartz do Zap2it concordou com este sentimento, afirmando que "o fato de que [Captain America: The Winter Soldier] muito influenciou na série é a mudança de jogo em termos de como os meios de cinema e televisão podem ser entrelaçados", embora "a culpa parece ser que Agents of S.H.I.E.L.D. tivesse que aguardar o tempo até o lançamento de The Winter Soldier", o que levou a muitas críticas.
Em abril de 2016, a Marvel Studios revelou que Alfre Woodard apareceria em Capitão América: Guerra Civil, já tendo sido escalada como Mariah Dillard em Luke Cage no ano anterior. Isto "criou esperanças de que a Marvel poderia unir seus universos do cinema e da Netflix", com "uma das primeiras e mais fortes conexões" entre os dois. No entanto, os roteiristas de Guerra Civil, Christopher Markus e Stephen McFeely, revelaram que Woodard, em vez disso, estaria interpretando Miriam Sharpe no filme, explicando que ela havia sido escalada na sugestão de Robert Downey, Jr., e eles não sabiam da escalação dela em Luke Cage até depois. Esta não foi a primeira instância de atores sendo escalados em múltiplos papéis no UCM, mas essa escalação foi chamada de "significativa" e vista por muitos como uma indicação "decepcionante" da "crescente divisão" e "falta de uma cooperação mais satisfatória" "entre a Marvel Studios e a Marvel Television após a reorganização corporativa de setembro de 2015 da Marvel Entertainment.

## Impacto cultural

### Outros estúdios
Após o lançamento de Os Vingadores em maio de 2012, Tom Russo do Boston.com observou que, fora a "novidade" ocasional como Alien vs. Predador (2004), a ideia de um universo compartilhado era praticamente inédita em Hollywood. Desde então, o modelo de universo compartilhado criado pela Marvel Studios começou a ser replicado por outros estúdios de cinema que possuem direitos sobre outros personagens de quadrinhos. Em abril de 2014, Tuna Amobi, analista de mídia da Standard & Poor's, afirmou que nos últimos três a cinco anos, os estúdios de Hollywood começaram a planejar "mega-franquias" nos próximos anos, se opondo a trabalhar um blockbuster por vez. Amobi acrescentou, "Muitos desses personagens de super-heróis estavam sendo deixados para juntar poeira. A Marvel e a Disney provaram que essa [abordagem e gênero] pode ser uma mina de ouro".

#### DC Entertainment e Warner Bros. Pictures
Em outubro de 2012, a Warner Bros. Pictures anunciou que planejava avançar com o esperado filme da Liga da Justiça, unindo super heróis da DC Comics como Superman, Batman e Mulher-Maravilha. A empresa esperava adotar uma abordagem oposta da Marvel, lançando filmes solos dos personagens depois que eles apareceram em um filme em equipe. O lançamento de Man of Steel em 2013 teve como objetivo ser o início de um universo compartilhado para a DC, "estabelecendo as bases para os futuros filmes baseados na DC Comics". Em 2014, a Warner Bros. anunciou um calendário de filmes, da mesma forma que a Disney e a Marvel anunciam datas de filmes com anos de antecedência. Naquele ano, o chefe criativo da DC, Geoff Johns, afirmou que as série de televisão Arrow e The Flash estavam ambientadas em um universo separado, depois esclarecendo que "Nós olhamos para isso como o multiverso. Nós temos nosso universo da TV e nosso universo do cinema. Para nós, criativamente, trata-se de permitir que cada um faça o melhor produto possível para contar a melhor história, para fazer o melhor mundo. Todo mundo tem uma visão e você realmente precisa deixar as visões brilharem ... É apenas uma abordagem diferente [da Marvel]."
Discutindo o aparente fracasso do primeiro filme team-up do universo cinematográfico, Batman v Superman: Dawn of Justice, para estabelecer um equivalente bem-sucedido ao UCM, Todd VanDerWerff observou que uma vantagem do UCM é ter um "showrunner" como de televisão em Feige, o supervisor "por trás da ardósia inteira da Marvel". Posteriormente, em maio de 2016, a Warner Bros. deu a supervisão do UEDC a Johns e o executivo Jon Berg na tentativa de "unificar os elementos díspares dos filmes da DC" e emular o sucesso da Marvel. Os dois foram feitos produtores de Liga da Justiça, além do envolvimento de Johns em vários filmes solos, como o processo de roteiro de Mulher-Maravilha e Aquaman.

#### 20th Century Fox
Em novembro de 2012, a 20th Century Fox anunciou planos de criar seu próprio universo compartilhado, contendo personagens da Marvel que ela possui os direitos, incluindo o Quarteto Fantástico e os X-Men, com a contratação de Mark Millar como produtor de supervisão. Millar disse, "A Fox está pensando: "Estamos com algumas coisas realmente incríveis aqui. Há um outro lado do Universo Marvel. Vamos tentar dar alguma coesão.' Então eles me trouxeram para supervisionar que isto realmente ocorra. Para me reunir com os roteiristas e diretores para sugerir novas formas de lidar com esse material, porque existem tantos personagens, tantos potenciais enormes para spin-offs a serem realizados." X-Men: Dias de Um Futuro Esquecido, lançado em 2014, foi o primeiro passo da Fox em direção à expansão de suas propriedades da Marvel e criando este universo, à frente do lançamento de um reboot do Quarteto Fantástico no ano seguinte. No entanto, em maio de 2014, o roteirista de Dias de Um Futuro Esquecido e Quarteto Fantástico, Simon Kinberg, afirmou que o último filme não ocorreria no mesmo universo que os filmes dos X-Men, explicando que "nenhum dos filmes dos X-Men reconheceu a noção de uma espécie de equipe de super-heróis—o Quarteto Fantástico. E os membros do Quarteto ganham os seus poderes, então para eles, viver em um mundo em que os mutantes são predominantes é meio complicado, pois seria como 'Oh, você é apenas um mutante. O que há de fantástico em você?'. Não, eles vivem em universos distintos." Em julho de 2015, o diretor de X-Men, Bryan Singer, disse que ainda havia planos para um crossover entre os X-Men e o Quarteto Fantástico, dependendo da recepção de Quarteto Fantástico e X-Men: Apocalipse.
Sentindo que os esforços de Singer em Apocalipse para estabelecer um mundo maior, semelhante ao UCM, não cumpriram os padrões estabelecidos pela Marvel, Todd VanDerWerff observou que, ao contrário da habilidade de Feige para servir como "pseudo-showrunner", Singer é em vez disso "mergulhado no filme e a forma como as histórias de filmes sempre foram ditas", então "quando chegou a hora de ter Apocalypse encaminhado com os tópicos da história do anterior X-Men: First Class (que foi dirigido por outra pessoa inteiramente), a direção de Singer e o roteiro de Simon Kinberg contam com narrativas tortuosas", indicando a falta do "tipo de imagem grande que esse tipo de mega franquia exige".

#### Sony Pictures
Em novembro de 2013, a co-presidente da Sony Pictures Entertainment, Amy Pascal, anunciou que o estúdio pretendia expandir seu universo criado dentro da série The Amazing Spider-Man de Marc Webb, com aventuras spin-off de personagens secundários, na tentativa de replicar o modelo da Marvel e da Disney. No próximo mês, a Sony anunciou os filmes Venom e Sexteto Sinistro, ambos situados no universo de Amazing Spider-Man. Com este anúncio, a IGN afirmou que spin-offs são "o último exemplo do que podemos chamar de "efeito Vingadores" em Hollywood, já que os estúdios trabalham para construir universos de filmes interligados". A Sony optou por não replicar o modelo de Marvel Studios de introduzir personagens individuais antes de reuni-los em um filme em equipe, tornando os adversários do Homem-Aranha as estrelas dos futuros filmes. No entanto, em fevereiro de 2015, a Sony Pictures e a Marvel Studios anunciaram que a franquia Homem-Aranha seria reformada, com um novo filme co-produzido por Feige e Pascal sendo lançado em julho de 2017 e o personagem sendo integrado no UCM. A Sony Pictures continuaria a financiar, distribuir, possuir e ter o controle criativo final dos filmes do Homem-Aranha. Com este anúncio, as sequências de The Amazing Spider-Man 2 foram canceladas e, até novembro de 2015, os filmes Venom e Sexteto Sinistro, assim como spin-offs baseados em personagens femininas no universo do Homem-Aranha, não estavam mais avançando. Em março de 2016, o filme Venom havia sido reformulado, para iniciar sua própria franquia sem relação com o Homem-Aranha do UCM. Um ano depois, a Sony anunciou oficialmente o desenvolvimento do filme Venom, para um lançamento em 5 de outubro de 2018, juntamente com o filme Silver & Black, centrado nas personagens Sabre de Prata e Gata Negra.
Depois que a Sony cancelou seus planos de universo compartilhado e começou a compartilhar o personagem Homem-Aranha com a Marvel Studios, vários críticos discutiram o fracasso na replicação do UCM. Scott Meslow da The Week notou as falhas percebidas do primeiro filme de Amazing Spider-Man, fora de suas performances principais, e como a sequência "se duplica em todos os erros do original, enquanto adiciona alguns dos seus próprios ... Nós agora temos um exemplo de livro de texto sobre como não reiniciar uma franquia de super-heróis, e se a Sony e a Marvel forem sábias, elas levarão praticamente todas essas lições ao coração enquanto classificam o próximo rumo do Homem-Aranha". Scott Mendelson observou que The Amazing Spider-Man 2 "foi vendido mais como um piloto backdoor para Spider-Man vs. Sinister Six do que uma sequência para The Amazing Spider-Man . ... Se a Sony estivesse presa com o plano original de uma franquia de super-herói de escala reduzida, que realmente estava enraizada no drama romântico, eles estariam pelo menos presos em um campo lotado de franquias de super-heróis. Quando cada filme de super-herói está sendo maior agora, Amazing Spider-Man poderia ter se distinguido por ser pequeno e íntimo." Isso teria economizado a Sony "uma carga de barco de dinheiro", e potencialmente reverteria o relativo fracasso financeiro do filme.

### Academia
Em setembro de 2014, a Universidade de Baltimore anunciou um curso começando no semestre da primavera de 2015 girando em torno do Universo Cinematográfico Marvel, sendo ministrado por Arnold T. Blumberg. "Media Genres: Media Marvels" examina "como a franquia de filmes e séries de televisão interconectados da Marvel, além de fontes relacionadas de mídia e de quadrinhos e o "monomito Jornada do Herói" de Joseph Campbell, oferecem intuições importantes sobre a cultura moderna", assim como os esforços da Marvel "para estabelecer um universo viável de tramas, personagens e backstories".

#### Ranking de Bilheterias
| Nº | Filme                                       | Bilheteria        |
| -- | ------------------------------------------- | ----------------- |
| 01 | Avengers: Endgame                           | US$ 2.797.800.564 |
| 02 | Avengers: Infinity War                      | US$ 2.048.359.754 |
| 03 | Spider-Man: No Way Home                     | US$ 1.921.847.111 |
| 04 | The Avengers                                | US$ 1.518.815.515 |
| 05 | Avengers: Age of Ultron                     | US$ 1.402.809.540 |
| 06 | Black Panther                               | US$ 1.347.426.059 |
| 07 | Deadpool & Wolverine                        | US$ 1.338.073.645 |
| 08 | Iron Man 3                                  | US$ 1.214.811.252 |
| 09 | Captain America: Civil War                  | US$ 1.153.332.120 |
| 11 | Spider-Man: Far From Home                   | US$ 1.132.723.226 |
| 10 | Captain Marvel                              | US$ 1.131.416.446 |
| 12 | Doctor Strange in the Multiverse of Madness | US$ 952.224.986   |
| 13 | Spider-Man: Homecoming                      | US$ 880.166.924   |
| 14 | Guardians of the Galaxy Vol. 2              | US$ 863.756.051   |
| 15 | Black Panther: Wakanda Forever              | US$ 859.208.836   |
| 16 | Thor: Ragnarok                              | US$ 853.980.491   |
| 17 | Guardians of the Galaxy Vol. 3              | US$ 845.555.777   |
| 18 | Guardians of the Galaxy                     | US$ 772.791.483   |
| 19 | Thor: Love and Thunder                      | US$ 760.928.081   |
| 20 | Captain America: The Winter Soldier         | US$ 714.421.503   |
| 21 | Doctor Strange                              | US$ 677.718.395   |
| 22 | Thor: The Dark World                        | US$ 644.783.140   |
| 23 | Iron Man 2                                  | US$ 623.933.331   |
| 24 | Ant-Man and the Wasp                        | US$ 622.674.139   |
| 25 | Iron Man                                    | US$ 585.796.247   |
| 26 | Ant-Man                                     | US$ 519.311.965   |
| 27 | Ant-Man and the Wasp: Quantumania           | US$ 476.071.180   |
| 28 | Thor                                        | US$ 449.326.618   |
| 29 | Shang-Chi and the Legend of the Ten Rings   | US$ 432.243.292   |
| 30 | Captain America: Brave New World            | US$ 415.101.577   |
| 31 | Eternals                                    | US$ 402.064.899   |
| 32 | Thunderbolts*                               | US$ 382.093.392   |
| 33 | Black Widow                                 | US$ 379.751.655   |
| 34 | Captain America: The First Avenger          | US$ 370.569.774   |
| 35 | The Incredible Hulk                         | US$ 264.770.996   |
| 36 | The Marvels                                 | US$ 206.136.825   |

## Outras mídias

### Especiais de televisão

#### Marvel Studios: Assembling a Universe
Em 18 de Março de 2014, a ABC exibiu um especial de televisão de uma hora intitulado Marvel Studios: Assembling a Universe, o qual documentava a história da Marvel Studios e do Universo Marvel Cinematográfico, e incluía entrevistas exclusivas e cenas dos bastidores de todos os filmes, curtas-metragens e de Marvel's Agents of S.H.I.E.L.D., e prévias de Avengers: Age of Ultron, Captain America: The Winter Soldier, Guardiões da Galáxia, episódios ainda não exibidos de Marvel's Agents of S.H.I.E.L.D., e Homem-Formiga. Brian Lowry, da revista Variety disse que o especial "contém uma história criativa e interessante. Enquanto tudo faz sentido como uma retrospectiva, houve uma audácia nos planos da Marvel por lançar cinco filmes independentes mas conectados em um mesmo mundo com heróis, começando com o Homem de Ferro e terminando com o time de super heróis em Os Vingadores." O especial foi lançado em 9 de Setembro de 2014 (EUA) com o DVD da primeira temporada de Marvel's Agents of S.H.I.E.L.D..

### Jogos eletrônicostie-ins
| Título                                                  | Lançamento            | Publicadora                            | Desenvolvedora               | Plataformas                                                                | Plataformas                       | Plataformas                   |
| Título                                                  | Lançamento            | Publicadora                            | Desenvolvedora               | Consoles                                                                   | Portátil                          | Móvel                         |
| ------------------------------------------------------- | --------------------- | -------------------------------------- | ---------------------------- | -------------------------------------------------------------------------- | --------------------------------- | ----------------------------- |
| Iron Man                                                | 2 de maio de 2008     | Sega                                   | Secret Level                 | PlayStation 3, Xbox 360                                                    | –                                 | –                             |
| Iron Man                                                | 2 de maio de 2008     | Sega                                   | Artificial Mind and Movement | PlayStation 2, Wii, Microsoft Windows                                      | Nintendo DS, PlayStation Portable | –                             |
| Iron Man                                                | 2 de maio de 2008     | Sega                                   | Hands-On Mobile              | –                                                                          | –                                 | Vários                        |
| The Incredible Hulk                                     | 5 de junho de 2008    | Sega                                   | Edge of Reality              | PlayStation 2, PlayStation 3, Xbox 360, Microsoft Windows, Wii             | –                                 | –                             |
| The Incredible Hulk                                     | 5 de junho de 2008    | Sega                                   | Amaze Entertainment          | –                                                                          | Nintendo DS                       | –                             |
| The Incredible Hulk                                     | 5 de junho de 2008    | Sega                                   | Hands-On Mobile              | –                                                                          | –                                 | Vários                        |
| Iron Man 2                                              | 4 de maio de 2010     | Sega                                   | Sega Studios San Francisco   | PlayStation 3, Xbox 360                                                    | –                                 | –                             |
| Iron Man 2                                              | 4 de maio de 2010     | Sega                                   | High Voltage Software        | Wii                                                                        | PlayStation Portable              | –                             |
| Iron Man 2                                              | 4 de maio de 2010     | Sega                                   | Griptonite Games             | –                                                                          | Nintendo DS                       | –                             |
| Iron Man 2                                              | 4 de maio de 2010     | Gameloft                               | Gameloft                     | –                                                                          | –                                 | iOS, BlackBerry               |
| Thor: God of Thunder                                    | 3 de maio de 2011     | Sega                                   | Liquid Entertainment         | PlayStation 3, Xbox 360                                                    | –                                 | –                             |
| Thor: God of Thunder                                    | 3 de maio de 2011     | Sega                                   | Red Fly Studio               | Wii                                                                        | Nintendo 3DS                      | –                             |
| Thor: God of Thunder                                    | 3 de maio de 2011     | Sega                                   | WayForward Technologies      | –                                                                          | Nintendo DS                       | –                             |
| Captain America: Super Soldier                          | 19 de julho de 2011   | Sega                                   | Next Level Games             | PlayStation 3, Xbox 360                                                    | –                                 | –                             |
| Captain America: Super Soldier                          | 19 de julho de 2011   | Sega                                   | High Voltage Software        | Wii                                                                        | Nintendo 3DS                      | –                             |
| Captain America: Super Soldier                          | 19 de julho de 2011   | Sega                                   | Graphite Games               | –                                                                          | Nintendo DS                       | –                             |
| Iron Man 3: The Official Game                           | 25 de abril de 2013   | Gameloft                               | Gameloft                     | –                                                                          | –                                 | iOS, Android                  |
| Thor: The Dark World - The Official Game                | 31 de outubro de 2013 | Gameloft                               | Gameloft                     | –                                                                          | –                                 | iOS, Android                  |
| Captain America: The Winter Soldier - The Official Game | 27 de março de 2014   | Gameloft                               | Gameloft                     | –                                                                          | –                                 | Windows Phone 8, iOS, Android |
| Outros jogos eletrônicos                                |                       |                                        |                              |                                                                            |                                   |                               |
| Lego Marvel Avengers                                    | 26 de janeiro de 2016 | Warner Bros. Interactive Entertainment | TT Games                     | PlayStation 4, PlayStation 3, Xbox One, Xbox 360, Microsoft Windows, Wii U | Nintendo 3DS, PlayStation Vita    | –                             |